# Tábor
Tábor  (německy Tabor) je město v okrese Tábor, v Jihočeském kraji, 50 km severně od Českých Budějovic a 75 km jižně od Prahy. Leží na řece Lužnici. Žije zde přibližně 34 tisíc obyvatel, a jde tak o druhé největší město v kraji, po Českých Budějovicích. Spolu se Sezimovým Ústím a Planou nad Lužnicí tvoří městskou aglomeraci s více než 45 tisíci obyvateli. Historické jádro města, s dokonale zachovalou sítí křivolakých uliček v gotickém duchu, je památkovou rezervací.
Tábor je významnou silniční a železniční křižovatkou i regionálním centrem turistického ruchu. Lákadlem pro návštěvníky je zejména historie husitského hnutí, neboť to byli právě husité, kteří město roku 1420 založili. Je zde také největší zoologická zahrada v Jihočeském kraji (Zoo Tábor) a unikátní Divadlo Oskara Nedbala (D/O/N) se dvěma hledišti obrácenými z různých stran k jednomu jevišti.
Tábor je jediné nekrajské město v Česku, ve kterém kromě okresního soudu sídlí také pobočka krajského soudu.

## Název
Mezi českými lingvisty převládá názor, že z husitského označení města Tábor (vzniklého podle biblické hory Tábor v Izraeli) vzniklo obecné označení pro vojenská ležení objevující se od 15. století v češtině, ale i v polštině a maďarštině. Z něho pak vzniklo i označení pro stanové tábory k hromadné rekreaci dětí (dětský tábor, skautský tábor, pionýrský tábor), pak i pro rekreační pobyty s vyšší kvalitou ubytování a, s negativním kontextem, i pro koncentrační tábory.
Jiní lingvisté zastávají názor, že označení vojenských ležení pochází z turkotatarského slova tabur znamenající vojsko v obranném postavení nebo vozovou hradbu. Do maďarštiny, ve které se vyskytuje dodnes, se dostalo nejpozději v 11. století, a přes maďarštinu se pak dostalo do češtiny.
Na planetě Mars se nachází impaktní kráter, který je pojmenován podle města Tábor. Nachází se na souřadnicích 58,4°W, 35,8°S a má 19,5 kilometru v průměru.

## Historie

### Před založením města
Na místě současného Tábora je prokázáno poměrně intenzivní osídlení z doby halštatské a laténské. Zaznamenán byl i nález mince císaře Hadriána z doby římské. Nález známé bronzové figurky kance vedl mnohé badatele k předpokladu, že v prostoru budoucího středověkého města bylo ve 2. století př. n. l. vybudováno oppidum. Tento názor je možné na základě novějších výzkumů téměř s určitostí zamítnout, nicméně menší keltské osídlení vyloučit nelze.
Archeologické výzkumy v historickém jádru města prokázaly osídlení ze 13. století. Písemné prameny týkající se této doby však chybí. Předpokládá se, že někdy po polovině 13. století zde Vítkovci založili poměrně rozsáhlou osadu pojmenovanou zřejmě Hradiště. Z roku 1267 existuje doklad o činnosti zdejších pánů Hněvka a Konráda. Zachycené pozůstatky staveb ovšem nesou ve velké míře stopy požáru, takže je možné, že osada byla vypálena. To se uvádí do souvislosti se snahou českého krále Přemysla Otakara II. o založení nového královského města.
Přemysl Otakar II. nechal někdy mezi lety 1270 a 1272 celý prostor budoucího města obehnat důkladnou hradbou a na jihozápadním okraji plánované výstavby vybudovat mohutný hrad. Jeho základy byly skutečně položeny, ale k rozvoji osídlení již nedošlo. Snahy o vytvoření nového centra panovnické moci skončily královou smrtí v roce 1278 a plocha pak nebyla až do 15. století souvisle osídlena. Hrad měli, podle zmínky z roku 1370, v majetku páni z Ústí. Kostel sv. Filipa a Jakuba v podhradí je poprvé zmiňován k roku 1388.

### Husitský Tábor

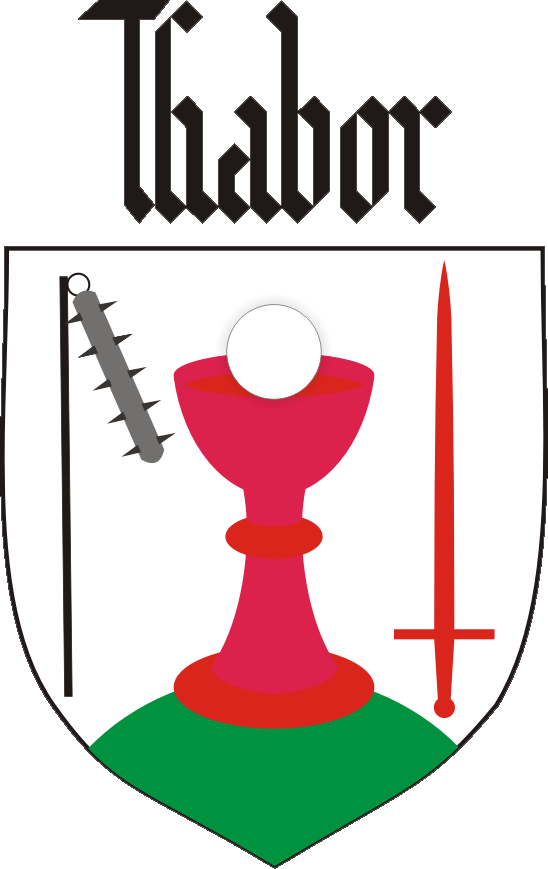
Znak městské obce Hradiště hory Tábor užívaný do roku 1437

Tábor byl založen na jaře roku 1420 husity a pojmenován podle hory Thabor u Nazaretu, v dnešním Izraeli. Podle biblické Knihy soudců přikázala prorokyně Debora izraelskému vůdci Bárakovi: „Sám Hospodin, Bůh Izraele, ti přikazuje: táhni hned na horu Tábor a vezmi s sebou deset tisíc mužů…“ Bárak ji poslechl a z této hory pak drtivě porazil kanaánské vojsko.
Založením města se navázalo na tradici husitských náboženských poutí na hory (např. hora Burkovák, 1419). Zakladatelé města (např. Petr Hromádka z Jistebnice) pocházející z celých Čech byli odhodláni vytvořit nové společenství, „obec spravedlivých“ odmítající lidské zákony a řídící se pouze zákonem Božím. Zpočátku zde byly realizovány ideály křesťanského komunismu, tedy dobrovolného sdílení majetku bez soukromého vlastnictví. Nově příchozí odevzdávali všechen svůj majetek do kádí na náměstí. Takto sebraný majetek byl rozdělován mezi členy obce podle jejich potřeb. Teoreticky si byli všichni rovni, žili prostým životem bez přepychu, na pořádek dohlíželi čtyři zvolení hejtmani. Občané se nazývali táborité.
Táborská obec měla od počátku vlastní vojsko. Zkušení velitelé, hejtmani, mezi nimiž byl i slavný Jan Žižka, cvičili tábority v boji a zacházení se zbraněmi. Brzy poté táborské vojsko provádělo úspěšné výpady do okolí, dobylo a vyplenilo kláštery v Milevsku, Louňovicích a Zlaté Koruně. Uloupený majetek byl jedním z hlavních zdrojů příjmů táborského společenství. Dobyté kláštery a kostely táborité vypalovali. Jejich vnitřní zařízení, vzácné knihy, sochy i obrazy ničili a pálili vedeni ideou obrazoborectví. S nepřáteli zacházeli husité stejně nelítostně jako katolická vojska s nimi.
Město se poměrně rychle rozrůstalo a dosáhlo až 3 000 obyvatel, ale táborský komunismus vydržel jen asi půl roku, do podzimu 1420. Pak táborité začali vybírat dávky od vesnických poddaných, a stali se tak feudální vrchností, která přijala zvyky jiných držitelů půdy. Po bitvě u Lipan se představitelé města dokázali smířit se Zikmundem Lucemburským, který na oplátku udělil husitské obci listinou z 25. ledna 1437 městská práva, po vzoru Starého Města Pražského. Tábor se tak stal plnoprávným královským městem, se znakem, v němž se nad hradbami se dvěma věžemi vznáší říšský orel s lucemburským orlem na prsou. Lucemburský orel byl později nahrazen českým lvem.

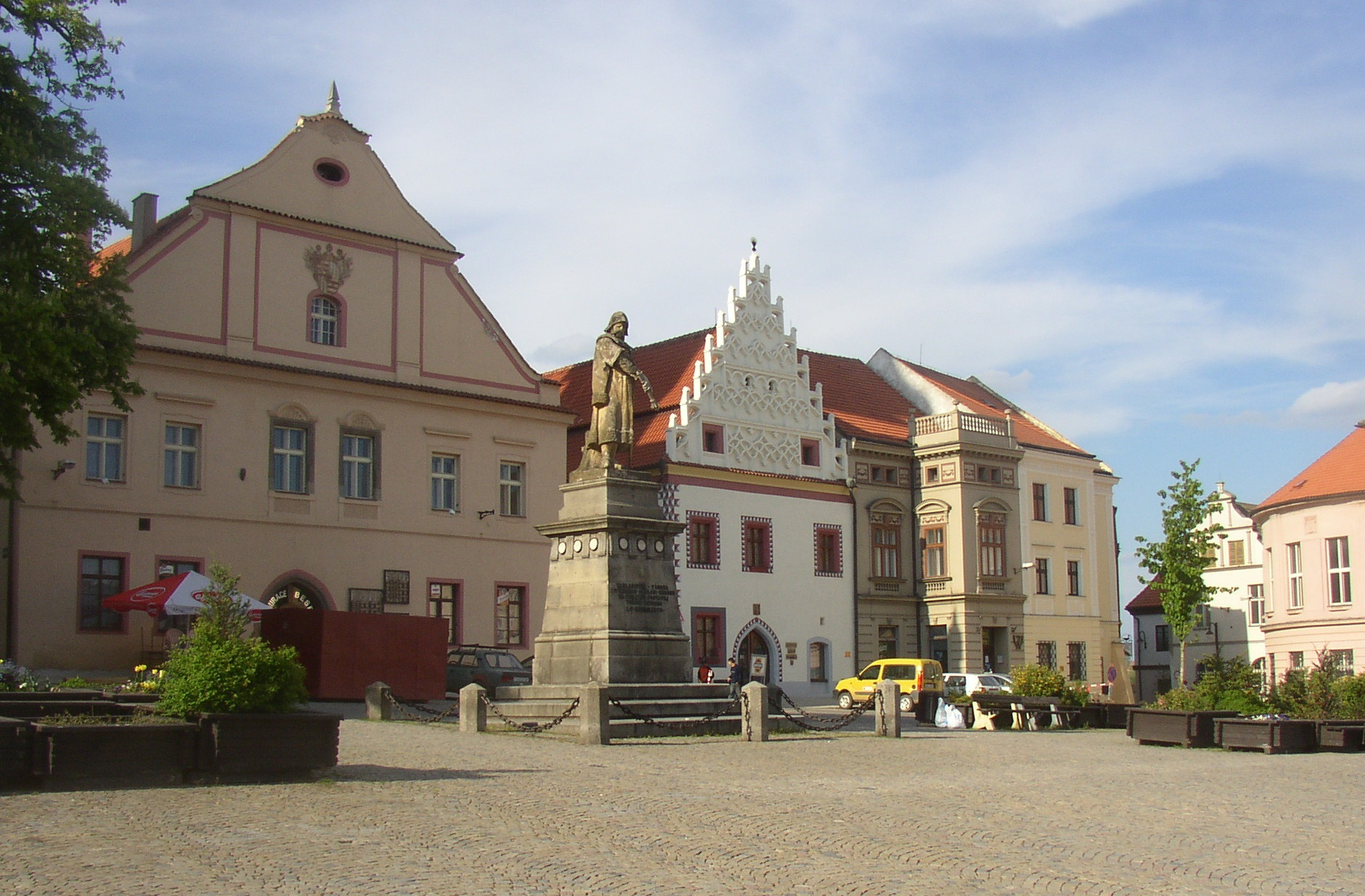
Pomník Jana Žižky z let 1877 až 1884 přehlíží stejnojmenné ústřední náměstí

O rok později město obklíčila vojska Albrechta II. Habsburského, jehož táborští jako Zikmundova nástupce odmítli. K dobytí Tábora ale nedošlo. Až v roce 1452 se hejtmani vzdali sedmnáctitisícovému vojsku Jiřího z Poděbrad, uznali jej zemským správcem a zavázali se mu věrností. Táborská církev se podřídila arcibiskupovi Janu Rokycanovi a naopak táborský duchovní vůdce Mikuláš Biskupec z Pelhřimova byl uvržen do vězení. Město tak nebylo vydrancováno, přesto se tento rok považuje za konec husitského Tábora.

### Další vývoj a události
V roce 1492 byla pro vyřešení problémů se zásobováním vodou na východním okraji města vybudována přehrazením Tismenického potoka vodní nádrž Jordán. Je nazvána podle řeky Jordán ve Svaté zemi. Voda z ní byla vytlačována do vodárenské věže, odkud přitékala do sedmi městských kašen. Roku 1512 byla dokončena stavba chrámu „Proměnění Krista Pána na hoře Tábor“, stavitelem byl pražský mistr Staněk. V roce 1532 byl Tábor postižen velkým požárem, při kterém vyhořelo 366 domů, značně poškozen byl i hrad. V roce 1547 město kvůli účasti na nezdařeném povstání proti Ferdinandovi I. ztratilo veškeré pozemkové vlastnictví. Roku 1599 postihl město další velký požár, při němž shořelo více než 250 domů.

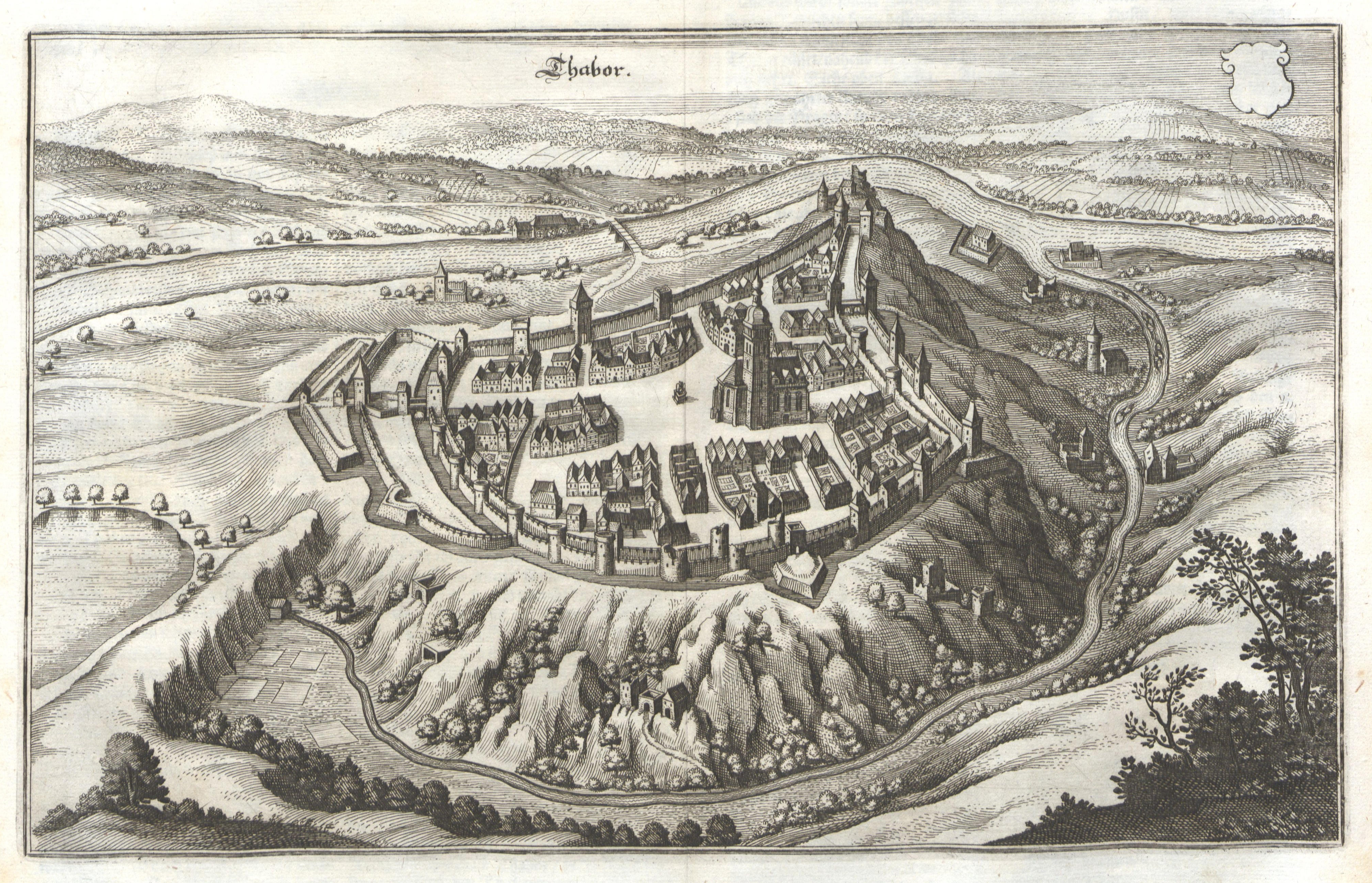
Tábor zachycený v díle Topographia Bohemiae, Moraviae Et Silesiae, rytina Matthäuse Meriana, 1650

V roce 1620 město oblehlo císařské vojsko, kterému velel španělský generál Baltasar Marradas. Až v listopadu roku 1621 se táborští vzdali, což znamenalo postihy, mj. nucené přijetí katolické víry. Na konci třicetileté války, po pěti dnech obléhání Švédy na jejich loupežné výpravě na jih Čech, byl 23. srpna 1648 Tábor znovu dobyt. Císař Leopold I. schválil 3. listopadu 1660 „Aertikule táborských soukeníků“, což mělo význam pro rozvoj řemesel v Čechách, např. je zde ustanovení o učních. Roku 1680 postihl město mor. V roce 1744 byl Tábor znovu dobyt, a to pruským vojskem. V roce 1750 bylo město Marií Terezií povýšeno na město krajské (bylo jím do roku 1848), což přispělo k jeho rozvoji.

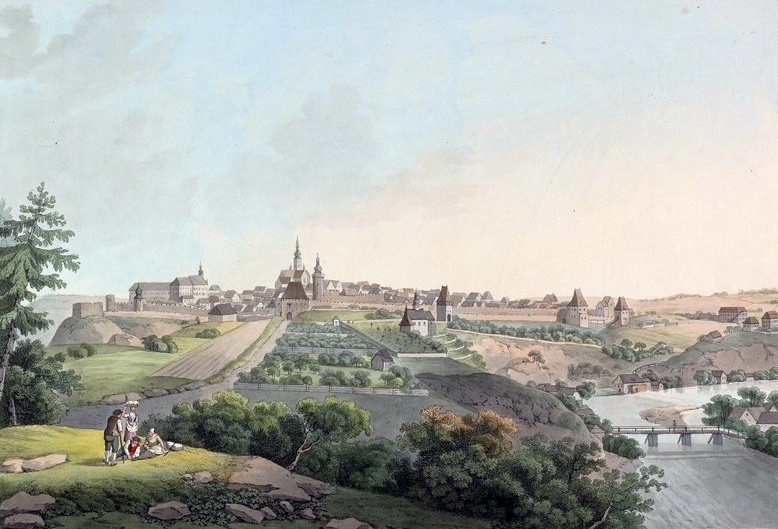
Pohled na Tábor, malba Lovra Janši z roku 1798

V roce 1841 bylo otevřeno první stálé divadlo, v budově sýpky, vedle Pražské brány, a v roce 1862 zde bylo otevřeno reálné gymnázium – první střední škola svého typu v tehdejší rakouské monarchii s výlučně českým vyučovacím jazykem. V roce 1871 byla do provozu uvedena železniční trať směřující z Prahy přes Tábor do Vídně. Roku 1872 začala větší výstavba táborského Nového města – od hradeb a bran Starého města směrem k nově vybudované železnici. Základní kámen nové městské části byl položen 18. září 1872. Dne 26. srpna 1877 byla za účasti 10 tisíc lidí na (dnes Žižkově) náměstí odhalena Myslbekova socha Jana Žižky. Byla však špatně odlita, a v roce 1884 ji tak nahradilo dílo sochaře Josefa Strachovského, které náměstí zdobí dodnes.
V roce 1881 byl položen základní kámen c. k. tabákové továrny, ve své době největšího průmyslového podniku v Táboře i v Jihočeském kraji. V roce 1887 byla na místě prvního stálého divadla (v sýpce) a sousední zbořené Pražské brány postavena novorenesanční budova nového městského divadla. Autorem návrhu stavby byl architekt František Buldra. Dnes funguje pod názvem Divadlo Oskara Nedbala, je kulturním skvostem zapsaným na Ústředním seznamu nemovitých kulturních památek.
Dne 21. června 1903 byla zprovozněna první elektrická železnice v celém Rakousku-Uhersku, železniční trať Tábor–Bechyně, kterou projektoval František Křižík. Její součástí jsou dva mosty, z nichž kovový železniční most přes Lužnici pochází z roku 1902. Elektrárna potřebná k provozu trati dodávala energii zároveň pro městské osvětlení. V roce 1902 se ve dnech 3. srpna až 9. září v Táboře konala velká Jihočeská hospodářská, průmyslová a národopisná výstava – největší podnik tohoto druhu na českém jihu. Soustředila na sebe pozornost celých Čech i Moravy a přilákala řady krajanů z ciziny. Také v roce 1906 se konala v Táboře akce světového významu – vůbec první výstava o Janu Husovi.

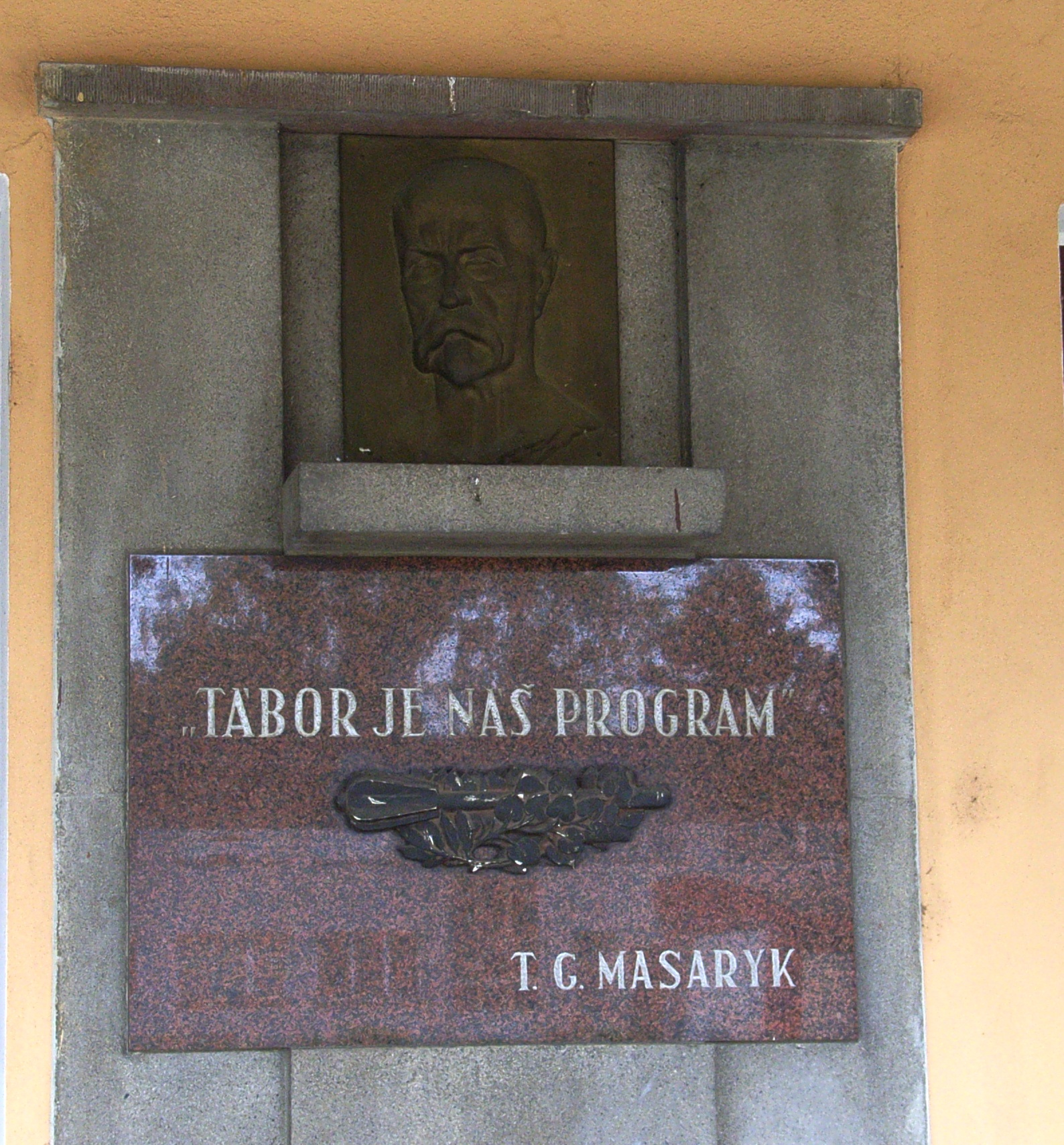
Deska na nádraží v Táboře připomíná návštěvu prezidenta T. G. Masaryka 21. 12. 1918

V roce 1918, při cestě vlakem z exilu do vlasti, se v sobotu před polednem 21. prosince zastavil v zasněženém Táboře na vlakovém nádraží nově zvolený prezident republiky T. G. Masaryk a promluvil k velkému lidovému shromáždění. Při té příležitosti vyslovil slavnou větu „Tábor je náš program“, neboť Masaryk měl jako protestant k husitskému Táboru a husitství vůbec silný vztah. Dne 25. března 1920, při příležitosti oslav 500. výročí založení města, prezident ČSR opět navštívil Tábor a byl jmenován jeho čestným občanem. Znovu promluvil a vyzval, aby se Tábor stal „duchovním hlavním městem“ země. V roce 1929 se v Táboře konala rozsáhlá Jihočeská průmyslová a hospodářská výstava spojená s výstavou československého válečnictví pořádanou ministerstvem národní obrany. Výstavu provázely sjezdy, slavnosti a kulturní události. Výjimečnost akce potvrdila i další návštěva prezidenta Masaryka dne 30. června. Celkem výstavu navštívilo přes 230 tisíc osob.
Husitská vojenská tradice vedla reprezentanty první republiky k tomu, že v Táboře zřídili vojenskou posádku. Vojáci do Tábora přišli v roce 1932, a to 305. dělostřelecký pluk, který disponoval tou nejtěžší výzbrojí, kterou čs. armáda měla, včetně škodováckých moždířů ráže 305 milimetrů. Začala tak tradice Tábora jako „vojenského města“, která zcela nevyhasla dosud (v Táboře sídlí například Vojenská policie ČR), byť velká Kasárna Jana Žižky postavená ve 30. letech a rozkládající se na bezmála pěti hektarech na severu Tábora již byla zbořena. V létě 1935 se v Táboře konal velký Slet sokolstva Pražského kraje, k němuž byl vydán stříbrný odznak se sokolem, siluetou hradu Kotnova a trikolorou.
Po atentátu na Heydricha v roce 1942 se Tábor stal jedním z míst, kde němečtí okupanti realizovali svou pomstu na nevinném obyvatelstvu. Na popravišti vedle kasáren od 3. června do 3. července 1942 popravili 156 osob, z toho 20 žen. Osoby byly odsouzené stanným soudem gestapa, obvykle za „schvalování atentátu“, což jim ale před popravou ani nebylo sděleno. Zpočátku byli vražděni zejména občané Tábora. Gestapo řádilo zvláště na obchodní akademii, kde byl zatčen ředitel a několik profesorů, pochytáno bylo i několik tuláků z okolí. Posléze začali být na místo poprav voženi lidé z celých jižních Čech, ale také z Příbrami či Benešova. Na místě poprav vznikl v roce 1982 pomník z dílny sochaře Milana Váchy.
V roce 1942 došlo ke sloučení s okolními obcemi včetně Sezimova Ústí ve Velký Tábor. Toto spojení vydrželo pouze do roku 1945, kdy se po konci války tyto obce opět osamostatnily. Roku 1960 se stal Tábor střediskem velkého okresu, který zahrnul i dosavadní okres Soběslav, a části okresů Milevsko, Votice, Pacov a Týn nad Vltavou.
V roce 1971 došlo k velkému rozšíření města opětovným připojením 11 okolních obcí jež k městu Tábor patřily již v letech 1942 až 1945. Součástí tohoto sloučení však již nebylo Sezimovo Ústí, které bylo již proti začlenění do Velkého Tábora.

## Přírodní poměry

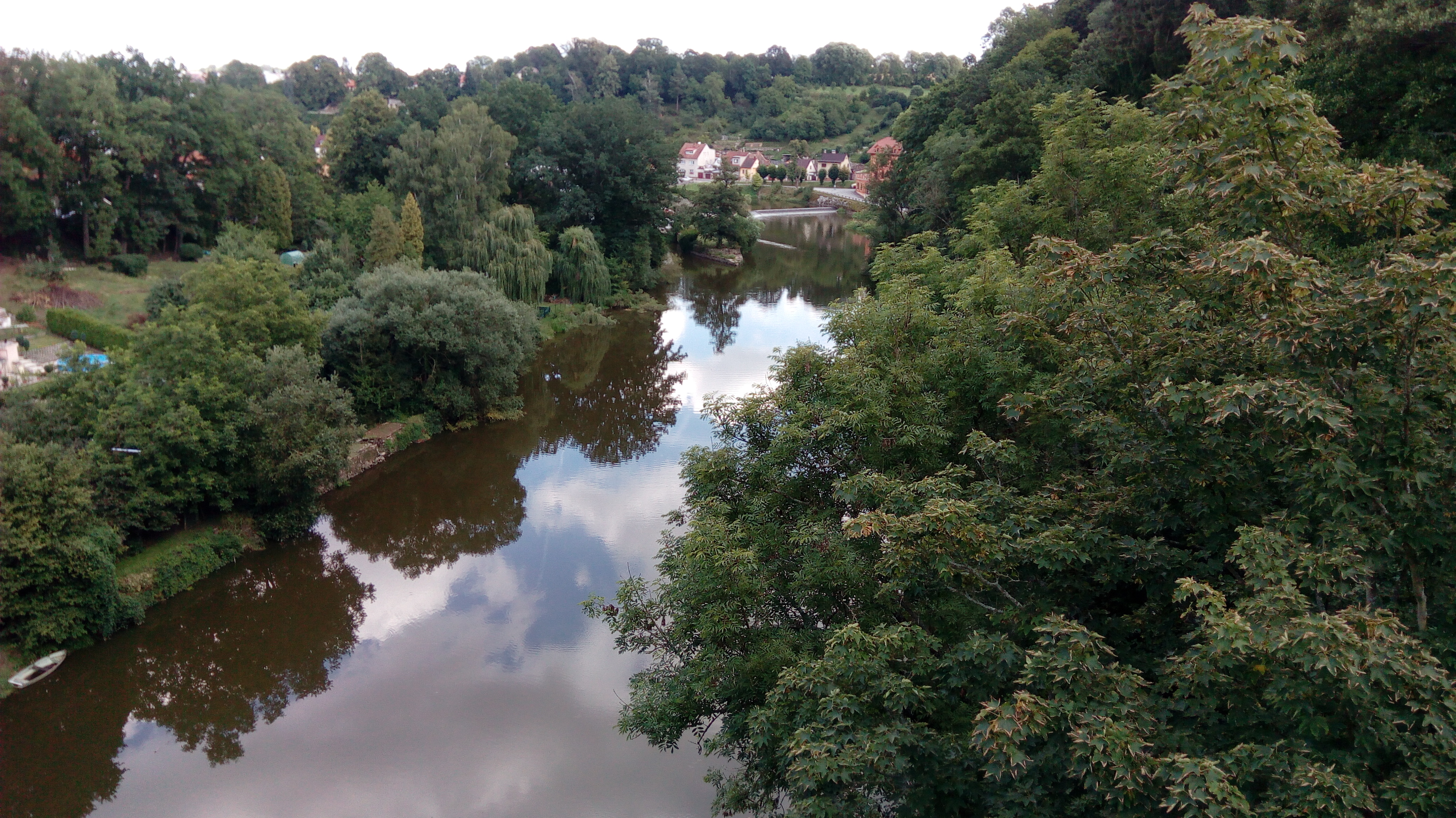
Lužnice v Táboře, jez Veselý

Historické jádro Tábora bylo založeno na vysokém ostrohu nad soutokem Lužnice a Tismenického potoka. Dnešní město se rozkládá zejména na okolní zvlněné plošině ve střední výšce 437 m nad mořem. Z geologického hlediska leží v Táborské pahorkatině, což je součást Středočeské pahorkatiny v České vysočině. Na území města se nachází přírodní památka Granátová skála.
Nejvýše položená místa v Táboře jsou:
- vrch Hýlačka (525 m n. m.) v místní části Větrovy, na něm stojí rozhledna vysoká celkově 36 m (vyhlídková plošina 550 m n. m.)
- vrch Prodejník (493 m n. m.) u osady Zahrádka
- kaplička na Svaté Anně (476 m n. m.) v místní části Měšice
- Žižkovo náměstí, přímo v historickém centru Tábora (450 m n. m., vrchol kostelní věže ve výšce 528 m n. m.)

Nejníže naopak leží řeka Lužnice (380–390 m n. m.). Severně od centra, na Tismenickém potoce, se nachází vodní nádrž Jordán (plocha 51 ha, výška hladiny 423 m n. m.).
Významnou rekreační oblastí je lesní komplex Pintovka na jihozápadě katastru města. Lesy se prostírají také na severovýchodě v okolí Hlinic a Zárybničné Lhoty.

### Jordán

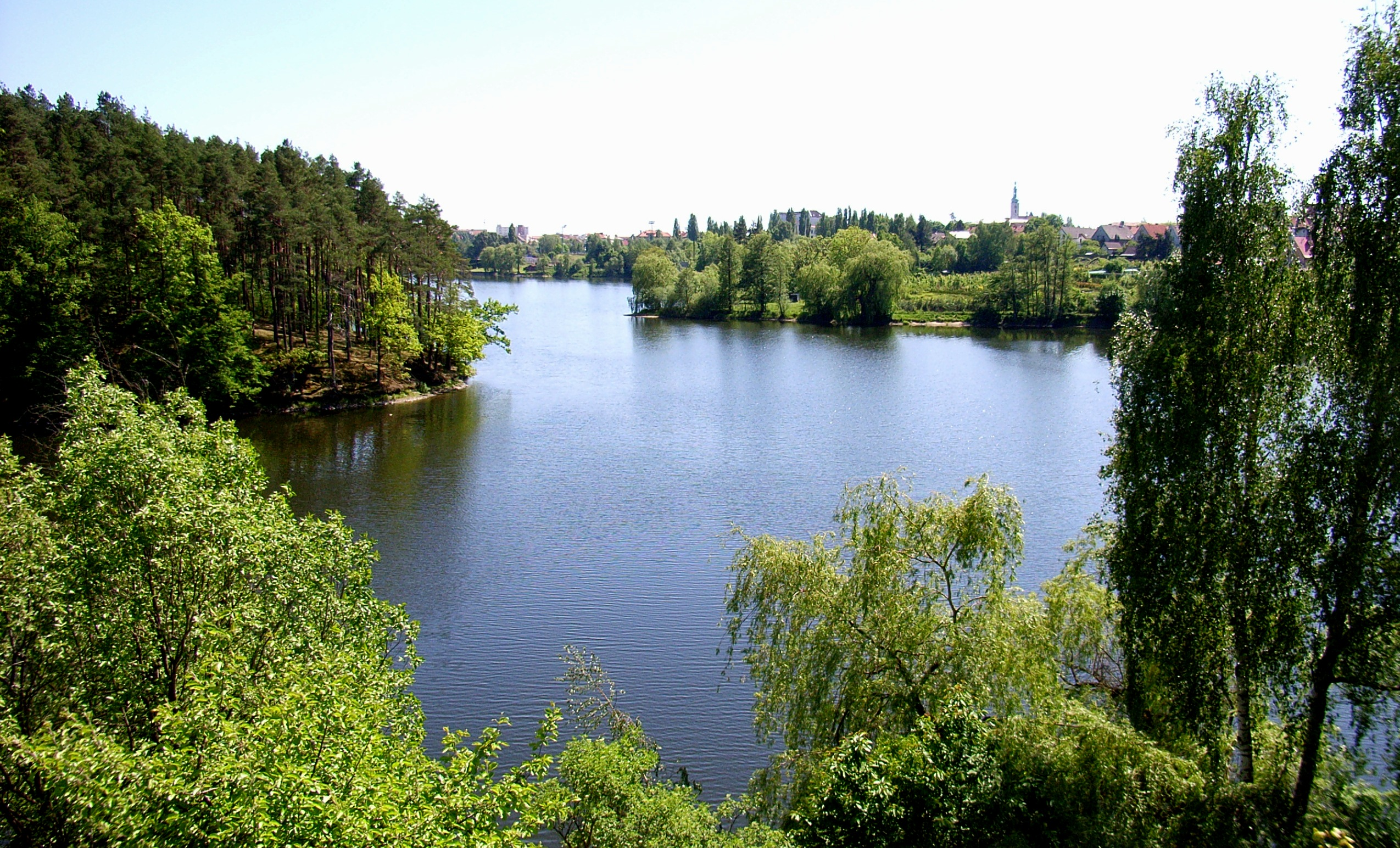
Jordán

Vodní nádrž Jordán je nejstarší ve Střední Evropě.[zdroj⁠?!] Byla založena roku 1492 a vznikla přehrazením Košínského potoka. Z Jordánu pokračuje tok jako Tismenický potok, na kterém se těsně pod hrází nachází 18 metrů vysoký Jordánský vodopád. Nádrž má rozlohu okolo 50 hektarů a dosahuje hloubky až 18 metrů. Jeho sypaná hráz je vysoká 20 metrů a 284 metrů dlouhá. Zadržuje asi 3 miliony krychlových metrů vody. Nepřehlédnutelnou dominantou Tábora se stal nový harfový most přes Jordán vybudovaný v letech 1984–1991. Svými 26 závěsnými lany na vysokém pylonu připomíná dvojici harf. Most je dlouhý 212 metrů a široký 23 metrů.
Původně měla nádrž sloužit jako chovný rybník, ale později se ukázalo, že je na chov ryb příliš velká.[zdroj⁠?!] Dnes slouží jako záložní zásobárna vody a je místem odpočinku obyvatel i turistů.
V roce 2013 začalo, poprvé od roku 1830, čištění a odbahňování Jordánu. Nádrž vydala desítky kilogramů nábojů do ručních zbraní a granátů, jak československé, tak i německé a sovětské výroby. Za raritní považují policisté puškový granát do signální německé pistole, sovětský protipancéřový puškový granát a deset českých granátů předválečné výroby. Příčinou těchto nálezů je, že nedaleko sídlila od časů první republiky dělostřelecká vojenská posádka.

## Obyvatelstvo

### Počet obyvatel
Podle sčítání lidu v roce 1921 zde žilo v 1098 domech 12 561 obyvatel, z nichž bylo 6740 žen. Na 12 439 obyvatel se hlásilo k československé národnosti, 9 k německé a 13 k židovské. Žilo zde 7242 římských katolíků, 303 evangelíků, 3070 příslušníků Církve československé husitské a 345 židů. Podle sčítání v roce 1930 zde žilo v 1584 domech 14 250 obyvatel, z toho 14 090 obyvatel se hlásilo k československé národnosti a 53 k německé. Žilo zde 7898 římských katolíků, 490 evangelíků, 2995 příslušníků Církve československé husitské a 311 židů.
| Rok            | 1869  | 1880  | 1890  | 1900   | 1910   | 1921   | 1930   | 1950   | 1961   | 1970   | 1980   | 1991   | 2001   | 2011   | 2021   |
| -------------- | ----- | ----- | ----- | ------ | ------ | ------ | ------ | ------ | ------ | ------ | ------ | ------ | ------ | ------ | ------ |
| Počet obyvatel | 6 717 | 7 413 | 8 440 | 10 703 | 11 926 | 12 561 | 14 250 | 18 914 | 19 433 | 21 958 | 24 817 | 28 588 | 28 528 | 25 712 | 25 625 |
| Počet domů     | 492   | 532   | 589   | 736    | 953    | 1 098  | 1 584  | 2 075  | 2 085  | 2 205  | 2 236  | 2 341  | 2 345  | 2 433  | 2 433  |

| Rok            | 1869   | 1880   | 1890   | 1900   | 1910   | 1921   | 1930   | 1950   | 1961   | 1970   | 1980   | 1991   | 2001   | 2011   |
| -------------- | ------ | ------ | ------ | ------ | ------ | ------ | ------ | ------ | ------ | ------ | ------ | ------ | ------ | ------ |
| Počet obyvatel | 10 339 | 11 251 | 12 652 | 15 155 | 17 495 | 18 204 | 19 425 | 23 696 | 24 528 | 27 181 | 31 867 | 36 342 | 36 557 | 34 430 |
| Počet domů     | 936    | 1 013  | 1 106  | 1 301  | 1 664  | 1 857  | 2 469  | 3 222  | 3 234  | 3 484  | 3 708  | 4 279  | 4 453  | 4 840  |

### Struktura populace

Věková struktura obyvatel obce Tábor roku 2011
Rodinný stav obyvatel obce Tábor roku 2011
Vzdělání obyvatel obce Tábor roku 2011

## Členění města

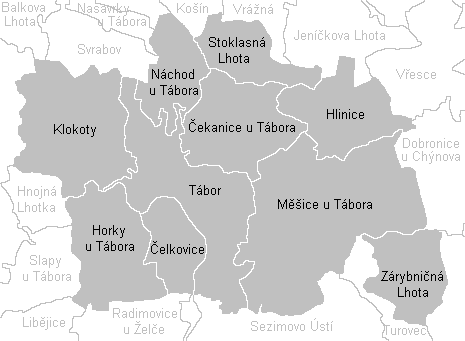
Katastrální území Tábora

Město má 15 částí města:
- Čekanice (od 1971)
- Čelkovice (od 1971)
- Hlinice (od 1976)
- Horky (od 1971)
- Klokoty (od 1971)
- Měšice (od 1971)
- Náchod (od 1971)
- Smyslov (od 1971)
- Stoklasná Lhota (od 1980)
- Tábor
- Větrovy (od 1971)
- Všechov (od 1971)
- Zahrádka (od 1971)
- Záluží (od 1971)
- Zárybničná Lhota (od 1976)

## Doprava

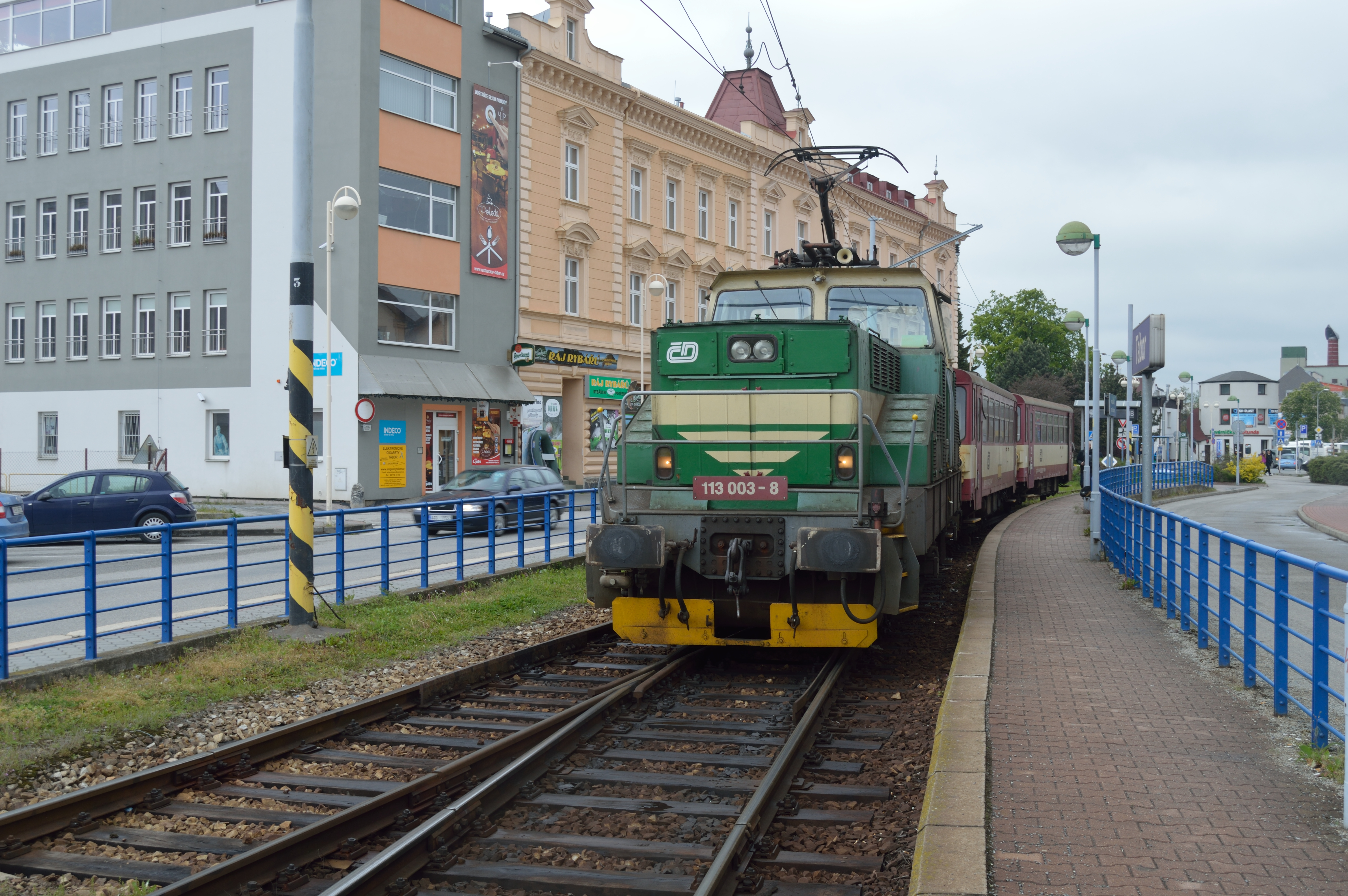
Bechyňka v Táboře

Kromě kulturních statků je Tábor významný i jako dopravní uzel – tradiční významný bod na trase Praha – České Budějovice – Linec (E55), která dnes vede východně okolo města, po dálnici D3. S ní se zde křižuje dálková silnice I/19 (Plzeň/Písek – Tábor – Pelhřimov). Přímo Táborem procházejí silnice II. třídy č. II/123, II/137 a II/603. Dálnice D3 dnes dobře spojuje Tábor s Budějovicemi, nikoli však s Prahou, neboť úsek přes střední Čechy stále chybí. Zahájení dostavby je plánováno na rok 2024, blokují ho však aktivisté, kteří nesouhlasí zejména s trasou přes dolní Posázaví. Zajímavou technickou stavbou je Švehlův most přes Lužnici, který byl postaven v roce 1935 a již byl prohlášen kulturní památkou.
Železniční stanicí Tábor prochází páteřní dvojkolejná elektrifikovaná trať Praha – České Budějovice, součást IV. tranzitního koridoru), na které se nachází stanice Tábor a zastávka Tábor-Čápův Dvůr. Z Táborského nádraží odbočují tratě Tábor–Ražice, Tábor–Bechyně a Tábor – Horní Cerekev. V Táboře zastavují nejen rychlíky, ale i tzv. jižní expres, který jezdí z Prahy do rakouského Lince. Po dokončení optimalizací na čtvrtém koridoru (očekáváno v roce 2022) by cesta vlakem z Tábora do Prahy měla trvat hodinu. Dokončení optimalizace koridoru směrem na České Budějovice se očekává později, výhledově by cesta měla trvat pouze půl hodiny.
Elektrická dráha Tábor–Bechyně byla první elektrizovanou železnicí v Česku, vyprojektoval ji František Křižík. Populární Bechyňka, která má vlastní nástupiště před budovou táborského nádraží, je dnes hlavně turistickou atrakcí. Provoz na trati byl zahájen 21. června 1903. Velké debaty se vedou o tom, zda v rámci rekonstrukce vzít trati její středoevropskou unikátnost spočívající v napájení stejnosměrným proudem o napětí 1,5 kV (zbytek uzlu je napájen 25 kV střídavě). Pro Bechyňku byl postaven i 174 m dlouhý železniční most přes Lužnici. Křižík pro trať zřídil v Táboře i elektrárnu, která je dnes technickou památkou a slouží i k účelům kulturním.
V sousedství železničního nádraží se nachází nádraží autobusové. Tábor má vlastní městskou hromadnou dopravu tvořenou výhradně autobusy, projekt trolejbusové dopravy z konce osmdesátých let nebyl nikdy realizován. Systém tarifně pokrývá i sousedící města Sezimovo Ústí a Planou nad Lužnicí. Má 15 linek, vozový park tvoří 36 vozů, nejvíce z nich je Iveco Urbanway 12 CNG.

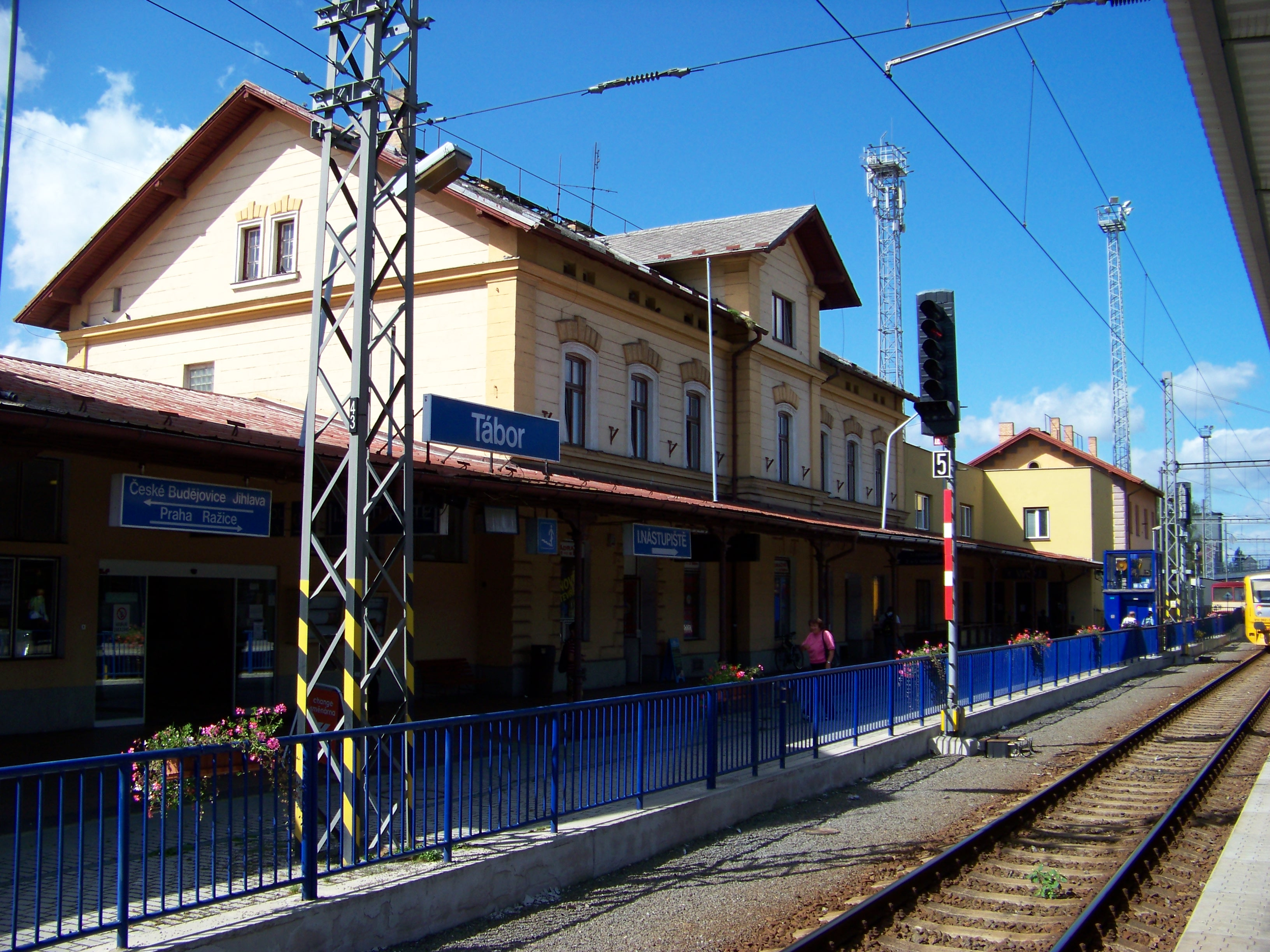
Hlavní vlakové nádraží v Táboře, staniční budova
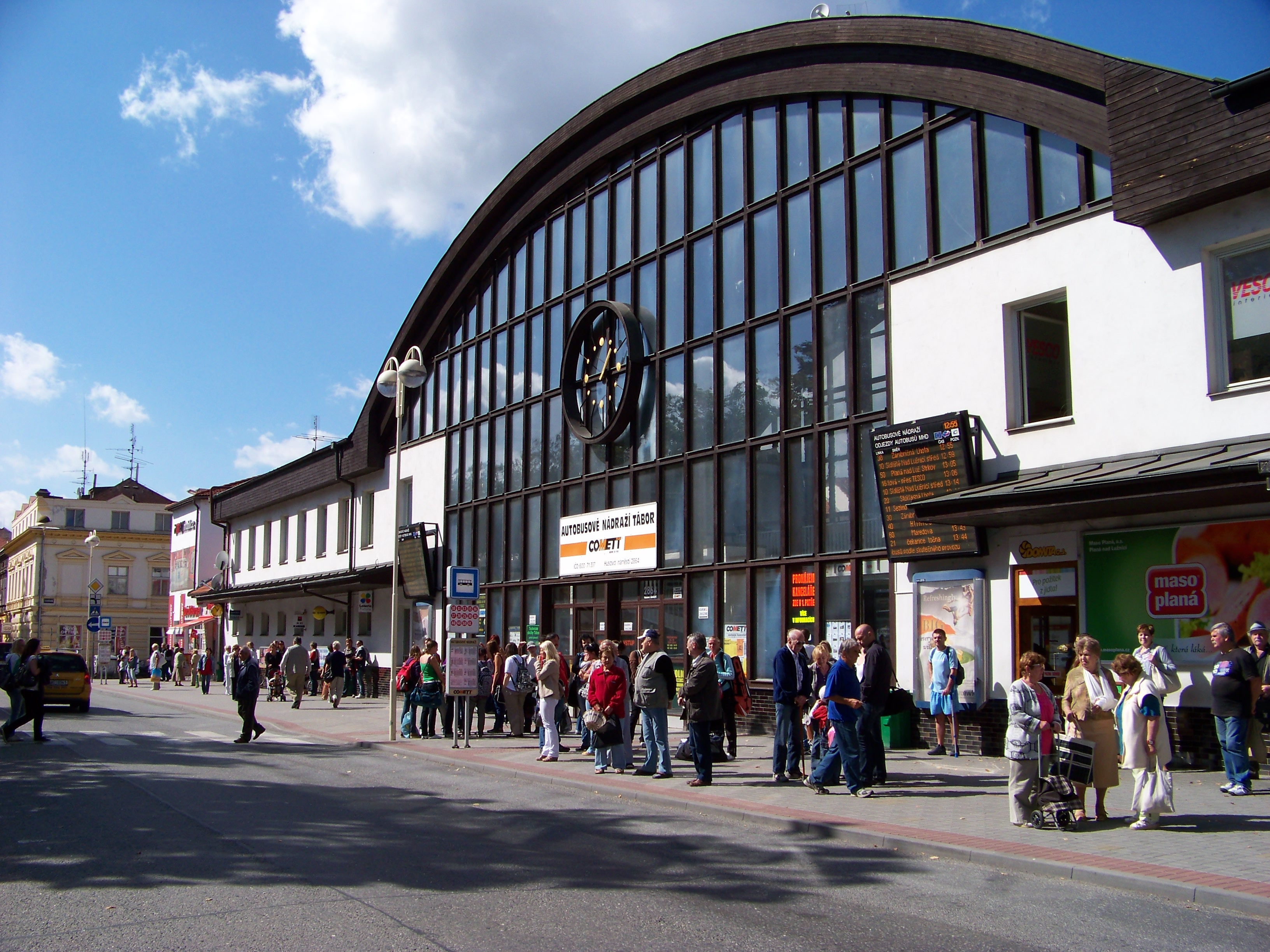
Autobusové nádraží v Táboře, hala, odjezdy pro lokální MHD
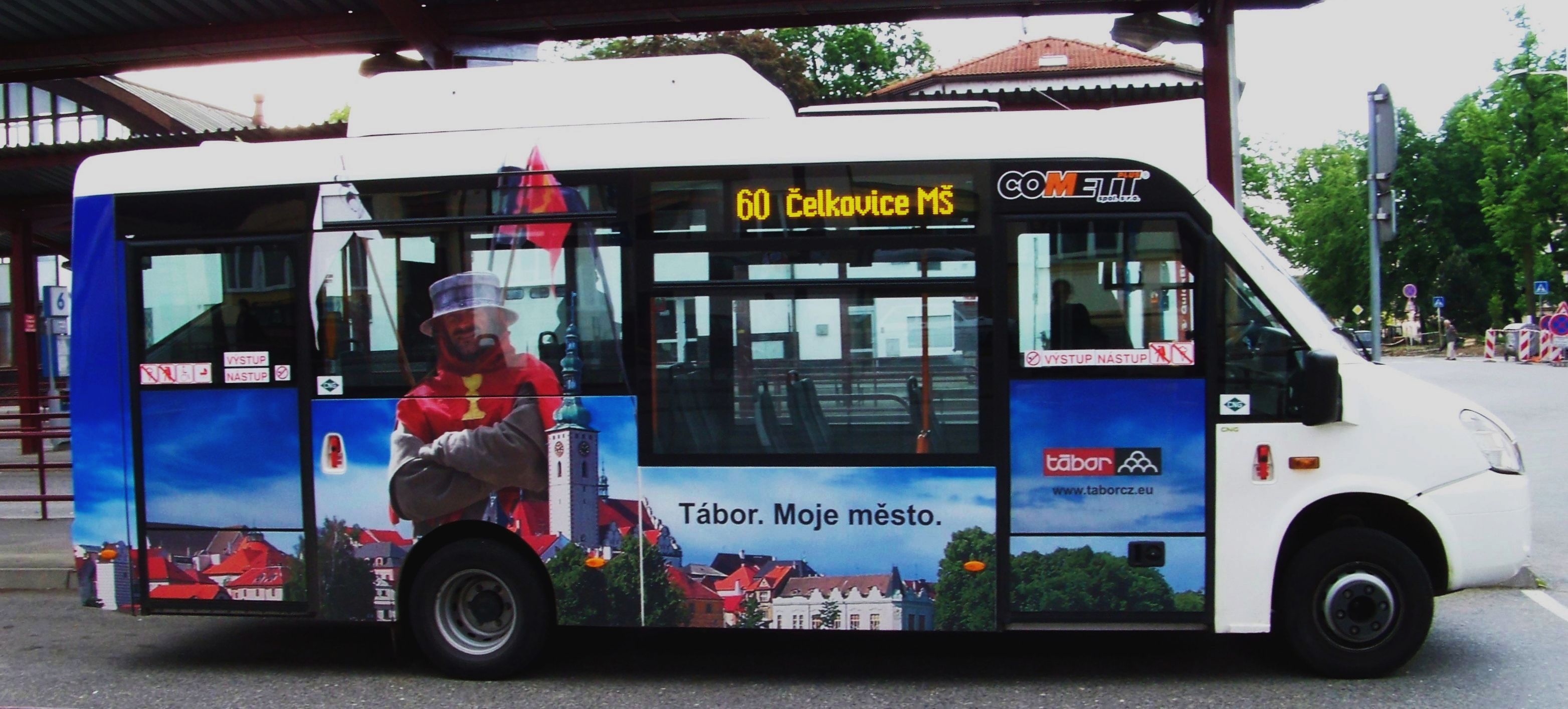
Táborská MHD, Iveco Stratos
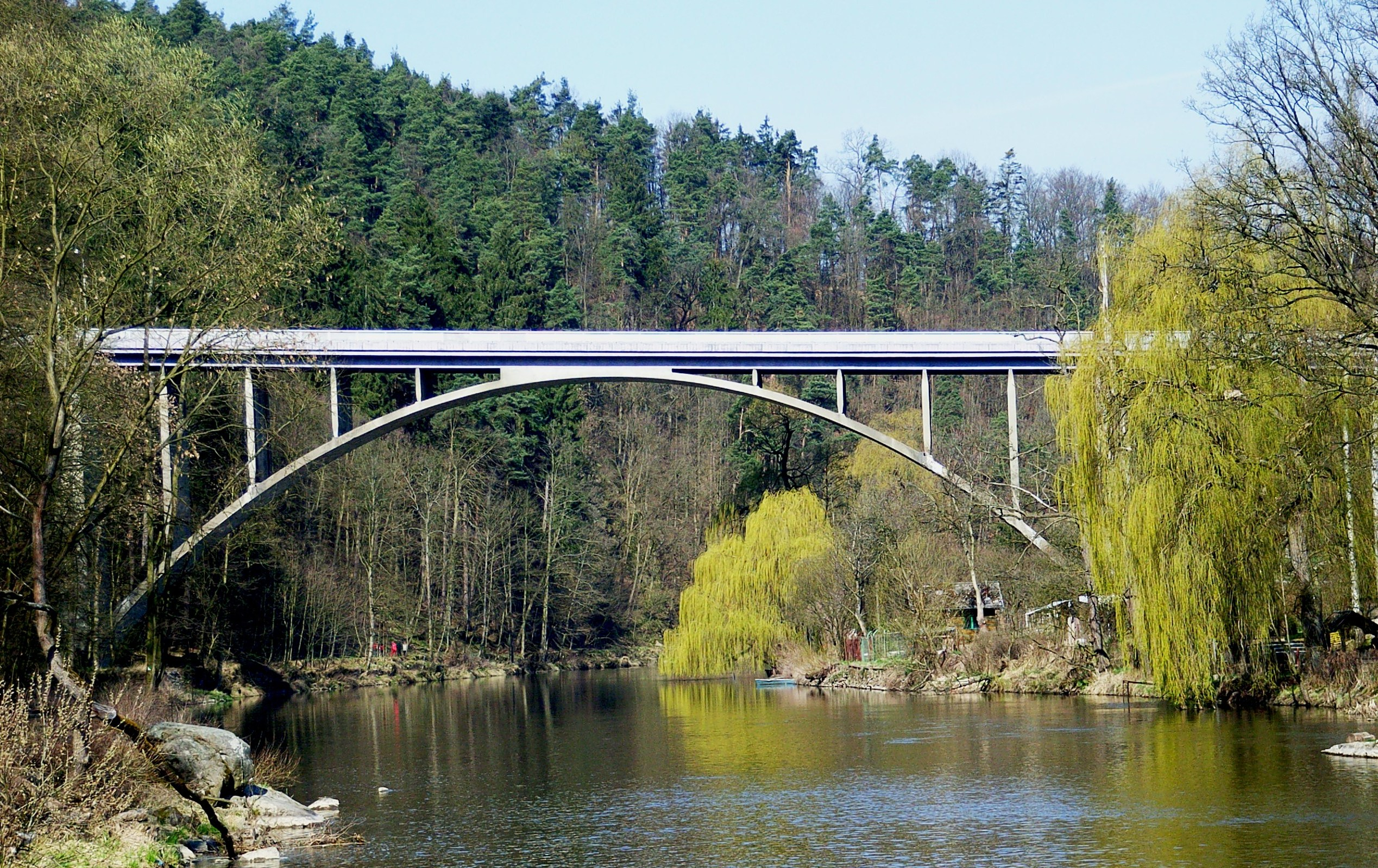
Švehlův most
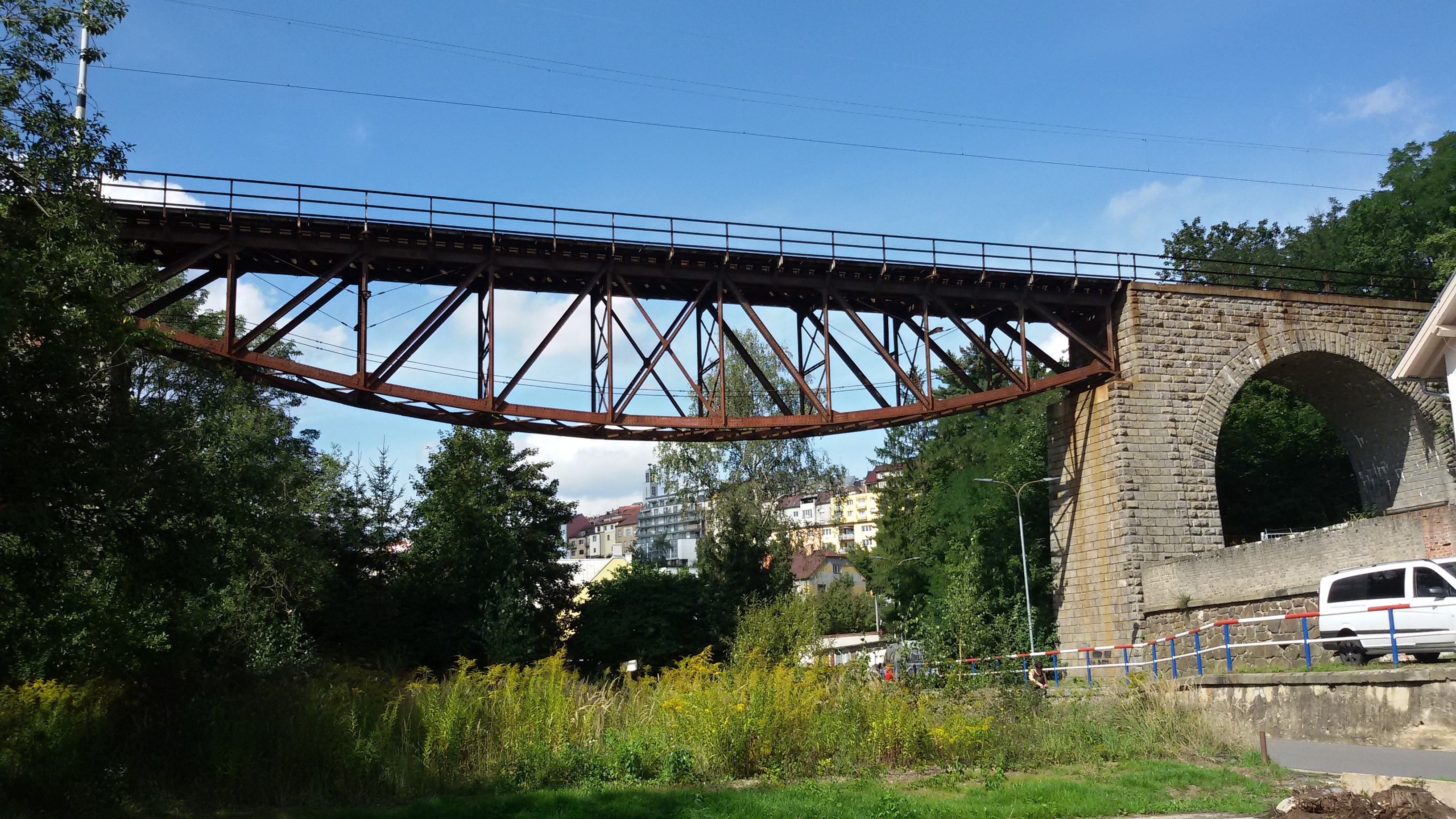
Železniční most v Táboře
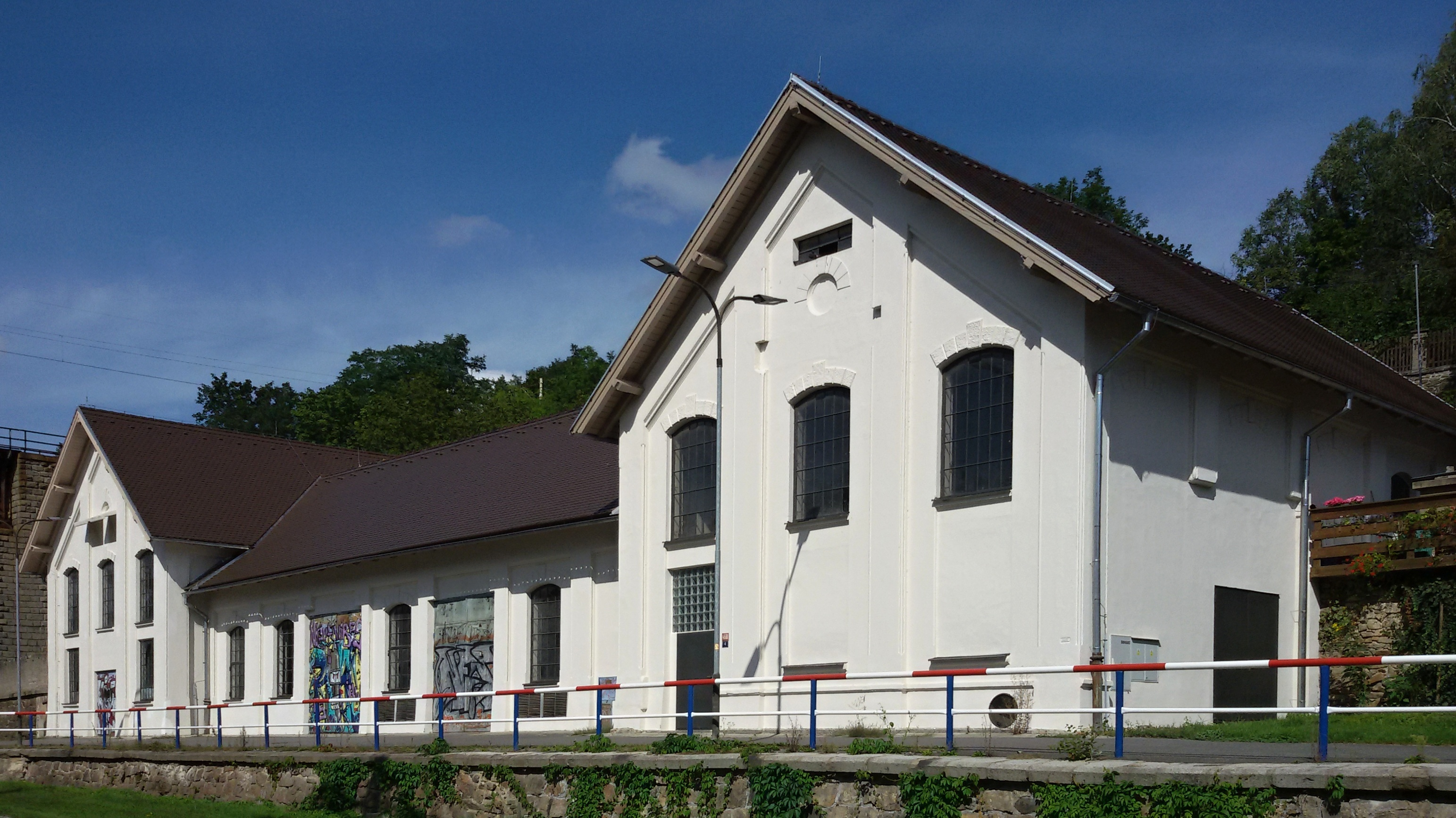
Křižíkova elektrárna

## Kultura

### Knihovna

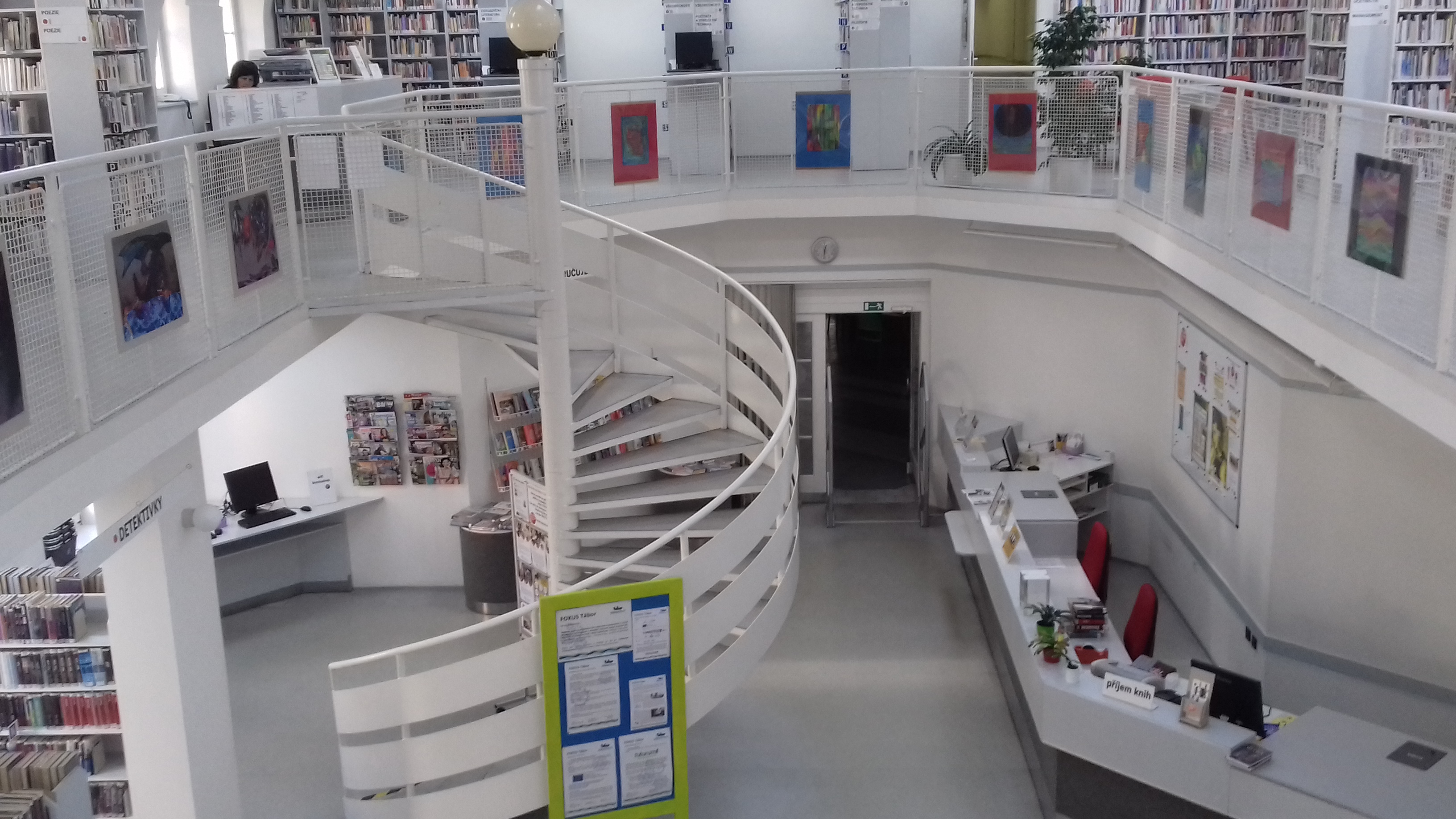
Městská knihovna

První veřejná knihovna v Táboře byla založena roku 1897. Dnes na ni navazuje Městská knihovna na adrese Jiráskova 1775. Zde knihovna sídlí od roku 1946. Zřizovatelem je město (od roku 2003), v dobách socialismu měla knihovna status knihovny okresní. Poskytuje veřejné knihovnické a informační služby včetně meziknihovní výpůjční služby. Nabízí volný přístup k internetu. Pořádá různé kurzy, výstavy, literární pořady a akce pro děti, seniory.
Knihovna spravuje několik poboček na území města (Pražské sídliště, Sídliště nad Lužnicí, Čekanice, Náchod).

### Husitské muzeum

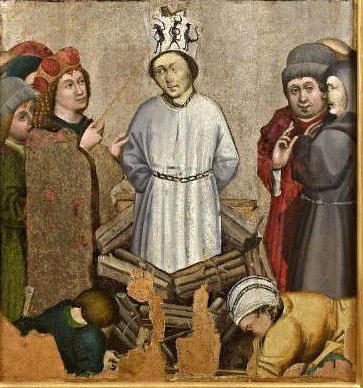
Část oltáře ve sbírkách muzea

Nejvýznamnější kulturní institucí v Táboře je Husitské muzeum. Spravuje nejen prostory bývalé radnice na Žižkově náměstí, kde prezentuje stálou expozici Husité či středověké podzemí, ale i bývalý augustiniánský klášter s rajským dvorem a Galerií Ambit (tam dnes sídlí i vedení muzea), Bechyňskou bránu a věž Kotnov, která slouží i jako vyhlídka, a také Památník dr. Edvarda Beneše v nedalekém Sezimově Ústí, tedy bývalou vilu druhého československého prezidenta, s přilehlým parkem. Benešův památník byl Husitským muzeem otevřen v roce 2005. Na Kotnově je umístěna stálá expozice nazvaná Tábor, pevnost spravedlivých i královské město.
Pobočkou Husitského muzea je i Blatské muzeum v Soběslavi a Veselí nad Lužnicí, takže dosah této instituce je skutečně širší než městský. Muzeum též velmi úzce spolupracuje s Husovým domem v německé Kostnici, kde mistr Jan bydlel před osudným procesem a upálením.
Jádro sbírek muzea se začalo tvořit díky úsilí několika nadšených kantorů táborského gymnázia v polovině 19. století, kdy se vědomí o husitské tradici města začalo po desítkách let útlumu obnovovat. Nejznámějším z těchto kantorů byl August Sedláček proslulý jinak svým patnáctisvazkovým dílem o českých hradech a zámcích. Rada města schválila založení muzea 6. prosince 1878 jakožto muzea městského. Veřejnosti byly sbírky zpřístupněny o šest let později. V roce 1960 bylo muzeum přejmenováno na Muzeum husitského revolučního hnutí. Po listopadu 1989 získalo název současný.

### Soukromá muzea

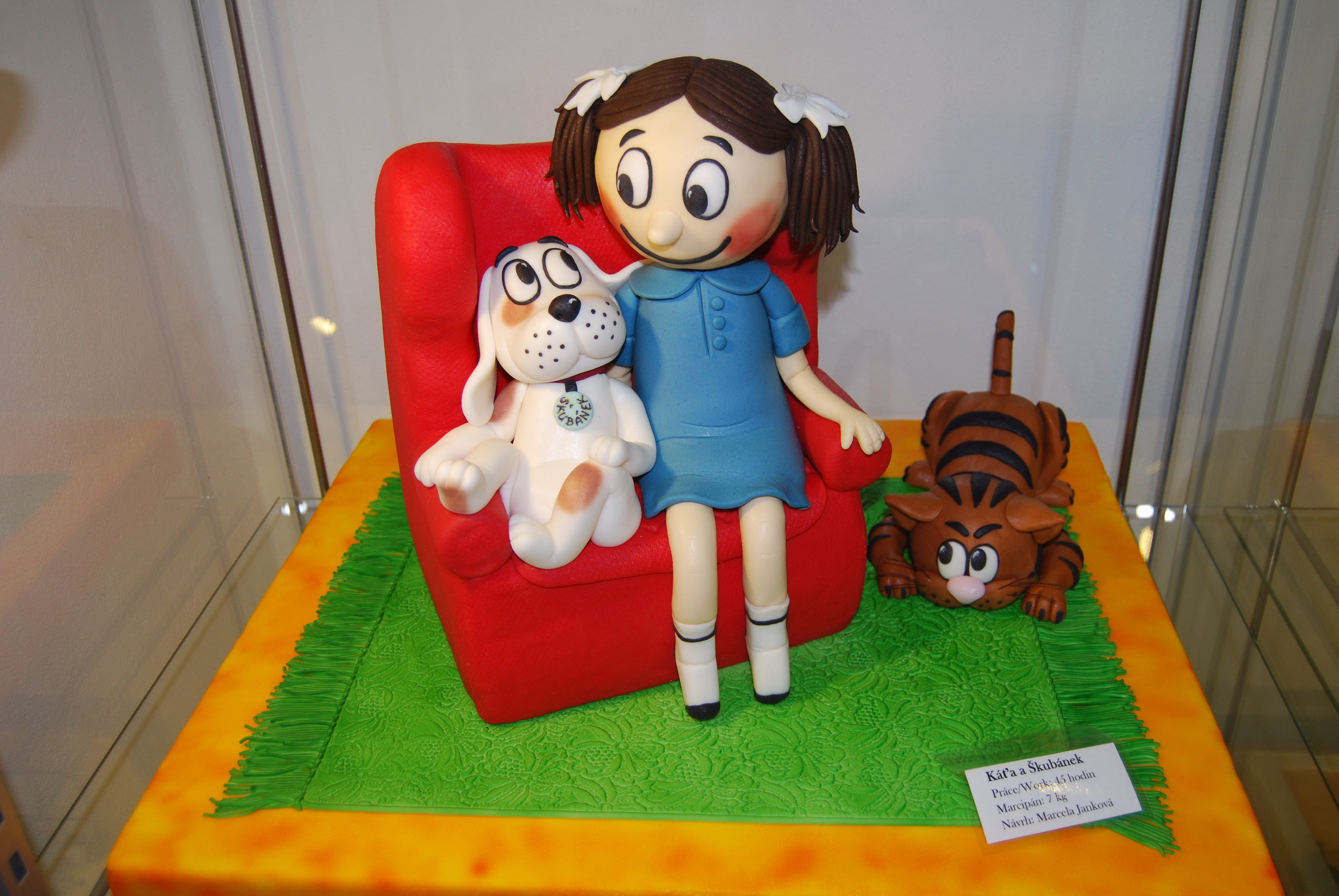
Exponát Muzea čokolády a marcipánu

Na Špitálském náměstí se nachází soukromé Muzeum lega. Turisty je oblíbeno nejen proto, že nabízí ke zhlédnutí modely Sochy Svobody, Tower Bridge, Eiffelovy věže nebo Taj Mahalu sestavené z kostiček světoznámé stavebnice, ale i modely místních staveb, takže lze vidět kopii Benešovy vily v Sezimově Ústí, která je postavena z více než dvaceti tisíc kostiček nebo kopii táborské Střelnice z více než sto tisíc kostiček. Exponáty jsou sestaveny z celkem dvou milionů kostek. Muzeum vzniklo ze soukromé sbírky majitelky teprve v roce 2012, ale získalo si již velkou oblibu.
Dalším muzeem je Muzeum čokolády a marcipánu, které se nachází v prostorách třech historických domů v Kotnovské ulici, k jejichž spojení však došlo již v 15. století, a vznikl tak jeden z největších domů ve městě (čp. 138). Muzeum vystavuje na ploše přes 1000 m2. K vidění je i marcipánový model Žižkova náměstí, spolkového domu Střelnice a hradu Kotnova. K nejproslulejším exponátům patří čokoládová socha Jaromíra Jágra. Oblíbené jsou i dílny, kde se návštěvníci učí s čokoládou pracovat. Muzeum zřídila soukromá majitelka, obchodnice s čokoládou, v roce 2006.
V prosinci 2015 vzniklo ve sklepních prostorách domu U Lichviců na Žižkově náměstí Muzeum pivovarnictví. Seznamuje nejen s tradicí vaření piva, ale vystavuje i unikátní dobové fotografie z ateliéru Šechtl & Voseček, které dávají nahlédnout do podoby města v 19. století. Zachovalo se asi 13 tisíc originálních skleněných negativů z let 1860–1938, které rodina Šechtlů v Táboře nafotila. Rodinou tradici založil roku 1865 Ignác Šechtl. Na jeho práci navázali Josef Jindřich Šechtl, Josef Šechtl a Marie Šechtlová. Archiv těchto snímků se nachází v ulici Dukelských bojovníků. Zapůjčovány k prezentaci jsou také do Hostince Pod kaštanem v Měšicích a jinam. Jako volná díla jsou také široce šířena po internetu.

### Zoologická zahrada

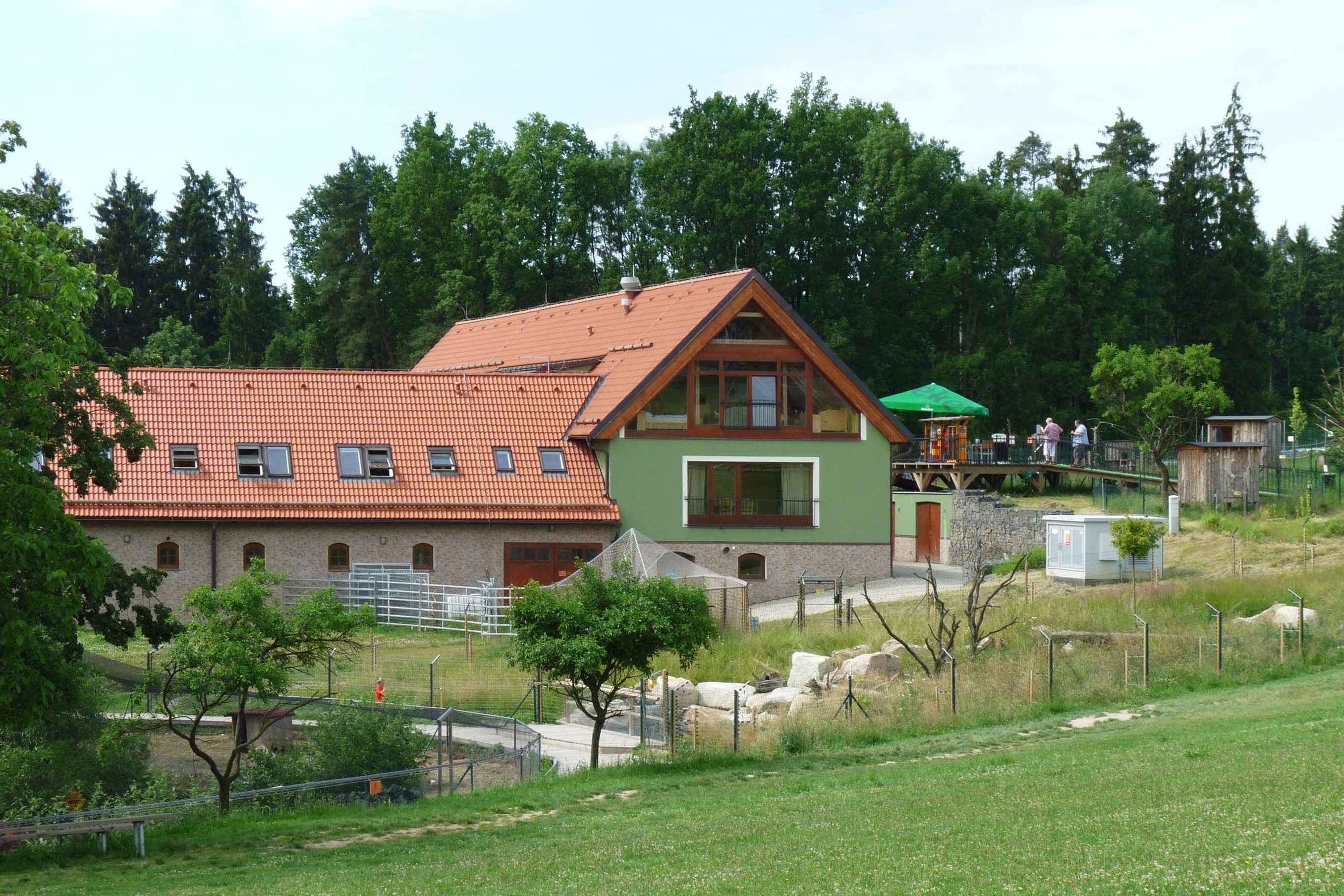
Zoo Tábor

Zoo Tábor je nejmladší zoologickou zahradou v České republice a největší na jihu Čech. Vznikla v roce 2015 díky milovníku zvířat a majiteli developerské společnosti Ekospol Evženu Korcovi, který takto zachránil zkrachovalý projekt z roku 2011 známý jako Zoo Tábor-Větrovy. Při krachu staré zoo hrozilo i utracení zvířat a jejich strádání. I proto se Korec, známý svými aktivitami na ochranu zvířat (například podporou akce Konec doby klecové), do věci vložil. O celé akci napsal i knihu, která vyšla v roce 2016 pod názvem Jak jsem zachránil zoo v Táboře. Zoo chová sedmdesát druhů zvířat, z ohrožených je to například tygr ussurijský, medvěd baribal, medvěd hnědý, vlk arktický, makak jávský nebo fosa madagaskarská. Velká pozornost je věnována i papouškům (ara zelenokřídlý, kakadu molucký, amazoňan žlutokrký ad.). Zoo se rovněž podílí na návratu zubra evropského do české přírody. Areál zoo se nachází v části Větrovy, jižně od historického centra.

### Housův mlýn

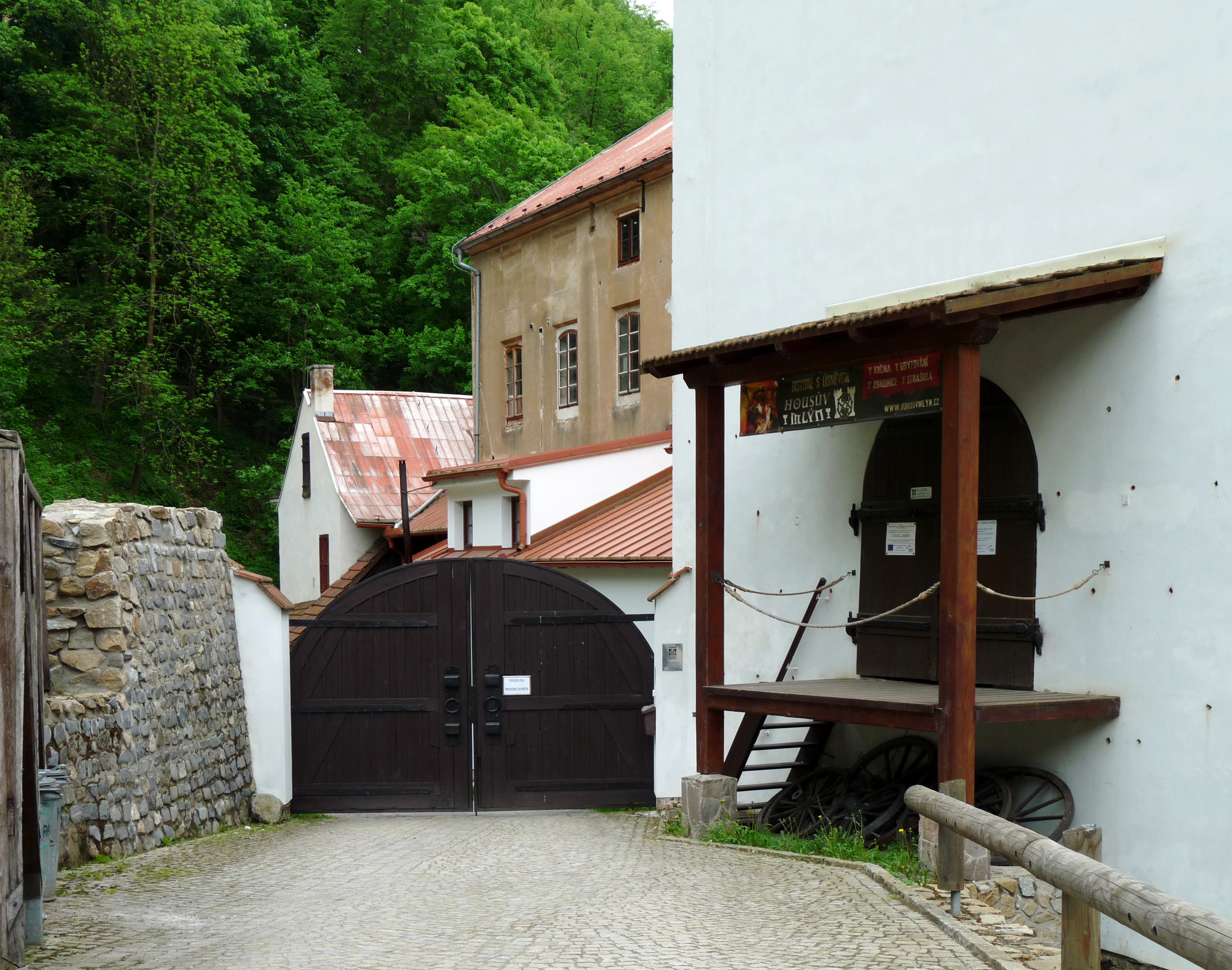
Housův mlýn

Housův mlýn byl vystavěn na základech mlýna ze 13. století, těsně pod hradbami na břehu Tismenického potoka. V těchto místech se v 15. století konaly bohoslužby husitských radikálů – adamitů. Údajně zde byli pohřbeni švédští dobyvatelé, kteří zahynuli při obléhání města v roce 1645. V 18. století vyrostl v tomto malebném zákoutí první umělecký parní mlýn spojený s lázněmi.
V současnosti je Housův mlýn významným kulturním centrem města. Nachází se zde například expozice zbrojí a zbraní, které byly vyrobeny a použity při natáčení filmů včetně například hollywoodských spektáklů Letopisy Narnie: Princ Kaspian nebo snímku Hellboy.
Je zde také muzeum tortury a v průběhu roku se zde koná řada akcí, většinou spojených s historickými kostýmy a rekonstrukcemi: Keltský festival Lugnasad, Dobývání Tábora Švédy, Rytířský den při Táborských setkáních, Festival historických bojovníků nebo středověký silvestr. V mlýně též funguje škola historického šermu.
Zvláštní pozornost je věnována historii husitské, na přelomu května a června zde probíhají Husitské dny určené školním dětem.

### Sport

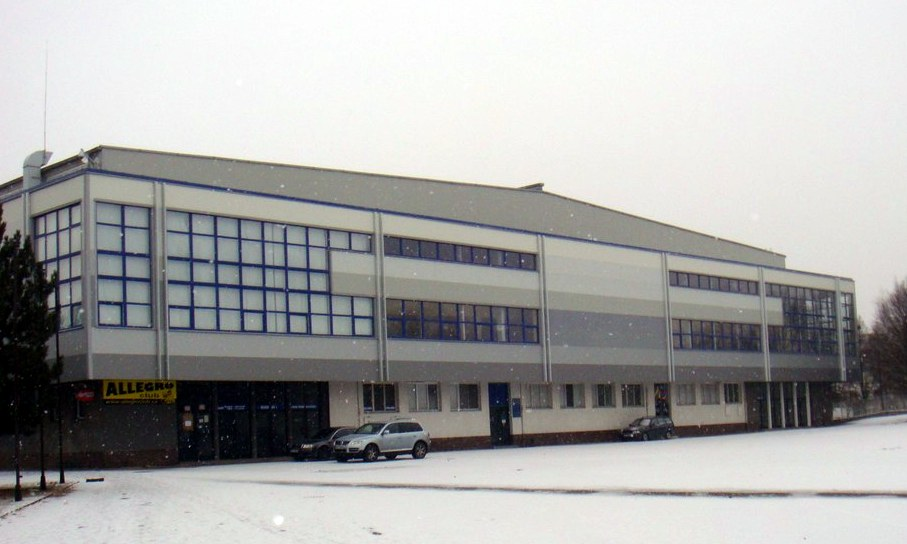
Zimní stadion Tábor

Na jihu Tábora, nad Sídlištěm nad Lužnicí, se nachází odpočinková zóna Komora, která patří k nejdůležitějším cyklokrosovým areálům v České republice. Každoročně se zde pořádají závody Světového poháru a čtyřikrát se zde konalo také mistrovství světa v cyklokrosu (2001, 2010, 2015 a 2024).
V Táboře sídlí rovněž fotbalový klub FC Silon Táborsko. Založen byl v roce 2012 po sloučení jihočeských klubů FK Spartak MAS Sezimovo Ústí a FK Tábor. Největším úspěchem klubu bylo dosažení třetího místa ve druhé nejvyšší soutěži v sezoně 2013/14. Družstva Táborska hrají své domácí zápasy na celkem čtyřech stadionech. Hlavním je stadion v Kvapilově ulici, který se nachází na západním břehu Jordánu a hraje na něm mužské družstvo. Dále se jedná o stadion v Sezimově Ústí (Sportovní areál Soukeník) a dva menší táborské stadiony Svépomoc a Viktoria, na kterém hrají mládežnická družstva.
Hokejový klub HC Tábor byl založen v roce 1924 jako DSK Tábor. Tehdy své zápasy hrával na zamrzlém Jordánu. V současnosti hraje na zimním stadionu Tábor na Pražském sídlišti, který má kapacitu 4 992 diváků. V letech 1944–1947 hrál klub nejvyšší soutěž. V sezoně 1945/46 v ní skončil na 4. místě, což je největší úspěch v dějinách klubu. V Táboře v minulosti působil ještě jeden hokejový klub, vojenský VTJ Tábor. Šlo v podstatě o B-tým Dukly Jihlava, takže nemohl postoupit do nejvyšší soutěže, ačkoli výsledkově na to měl několikrát nárok. Vojenskou službu v Táboře tudíž vykonávala řada známých hokejistů, například Jiří Dopita. V roce 2011 se klub dostal do finančních potíží a byl přeřazen do nižších soutěží.

## Pamětihodnosti

### Kotnov

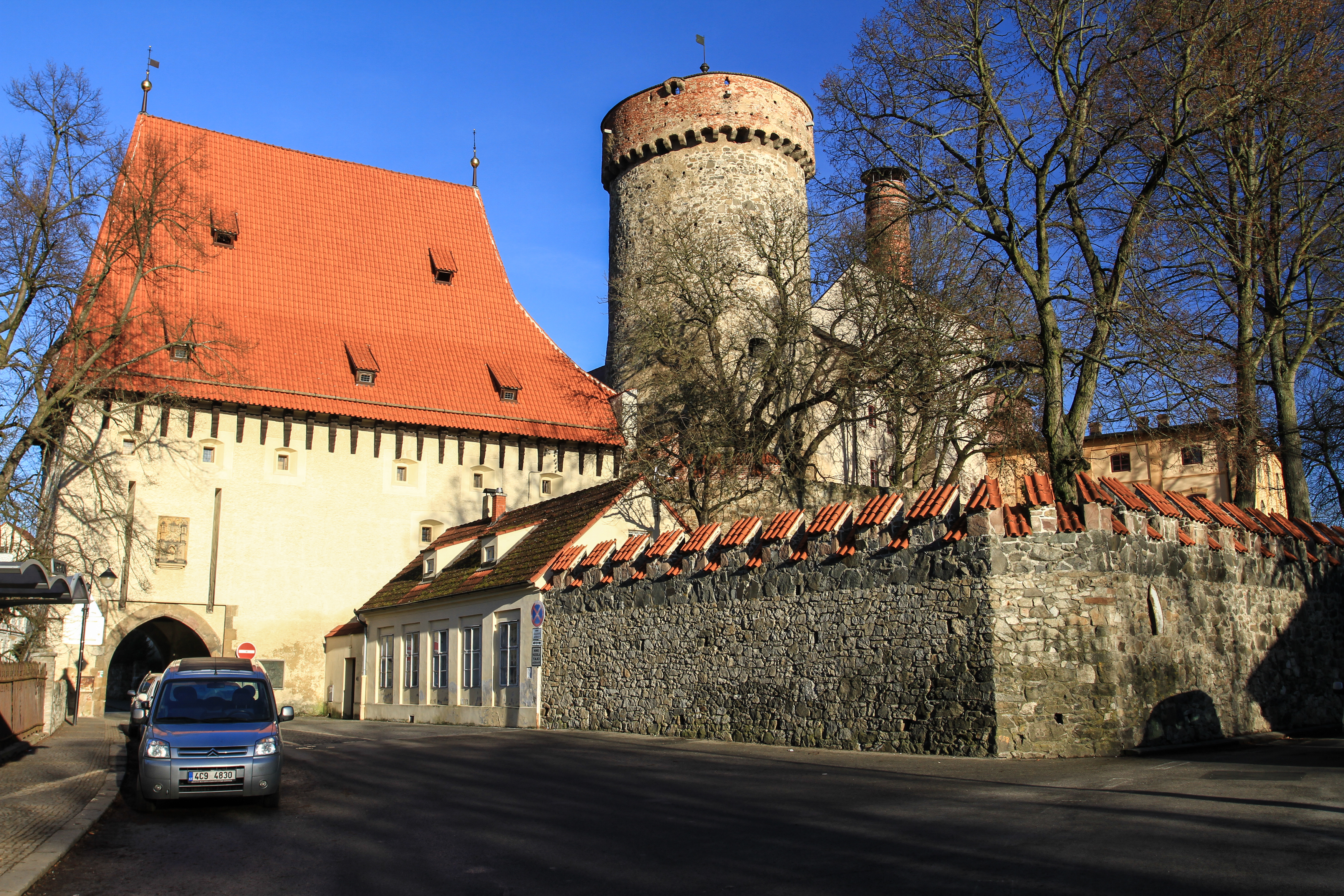
Kotnov a Bechyňská brána

Hrad založený Přemyslem Otakarem II. a oddělený od města mohutnou hradbou a příkopem měl původně v každém nároží jednu věž – pravděpodobně dvě věže s kruhovým půdorysem a dvě s čtvercovým. Zachována zůstala pouze kruhová věž Kotnov s připojenou Bechyňskou branou. Druhá, takřka identická se nacházela v oblasti dnešní sladovny. Čtvercové (kvadratické) věže se nezachovaly. Jedna z nich, jihovýchodní, byla možná pouhou baštou U Zvoncóv (po požáru se mluví o shoření právě této bašty). Obytné i hospodářské prostory lemovaly obvodovou hradbu, plocha nádvoří byla štětována. V místech dnešního pivovaru se nacházela hradní kuchyň. V 15. století byl k hradu přistavěn parkán, na jehož jihovýchodním konci stála pátá věž, s bránou. Parkán existuje dodnes, v Táboře se říká „Na Parkánech“.
Požárem roku 1532 byl hrad velmi poškozen. Archeologové nalezli 20 cm silnou vrstvu popela. Hrad už ke své bývalé slávě nepovstal, byl naopak využíván pro hospodářské účely, vybudován zde byl pivovar. Ten už v současné době nefunguje, nyní je zde např. hotel nebo galerie. Hrad i Bechyňská brána jsou od roku 1962 národní kulturní památkou. Věž bývalého hradu vysoká 25 metrů je dnes přístupná jako vyhlídková a vede na ni 155 schodů.

### Stará radnice

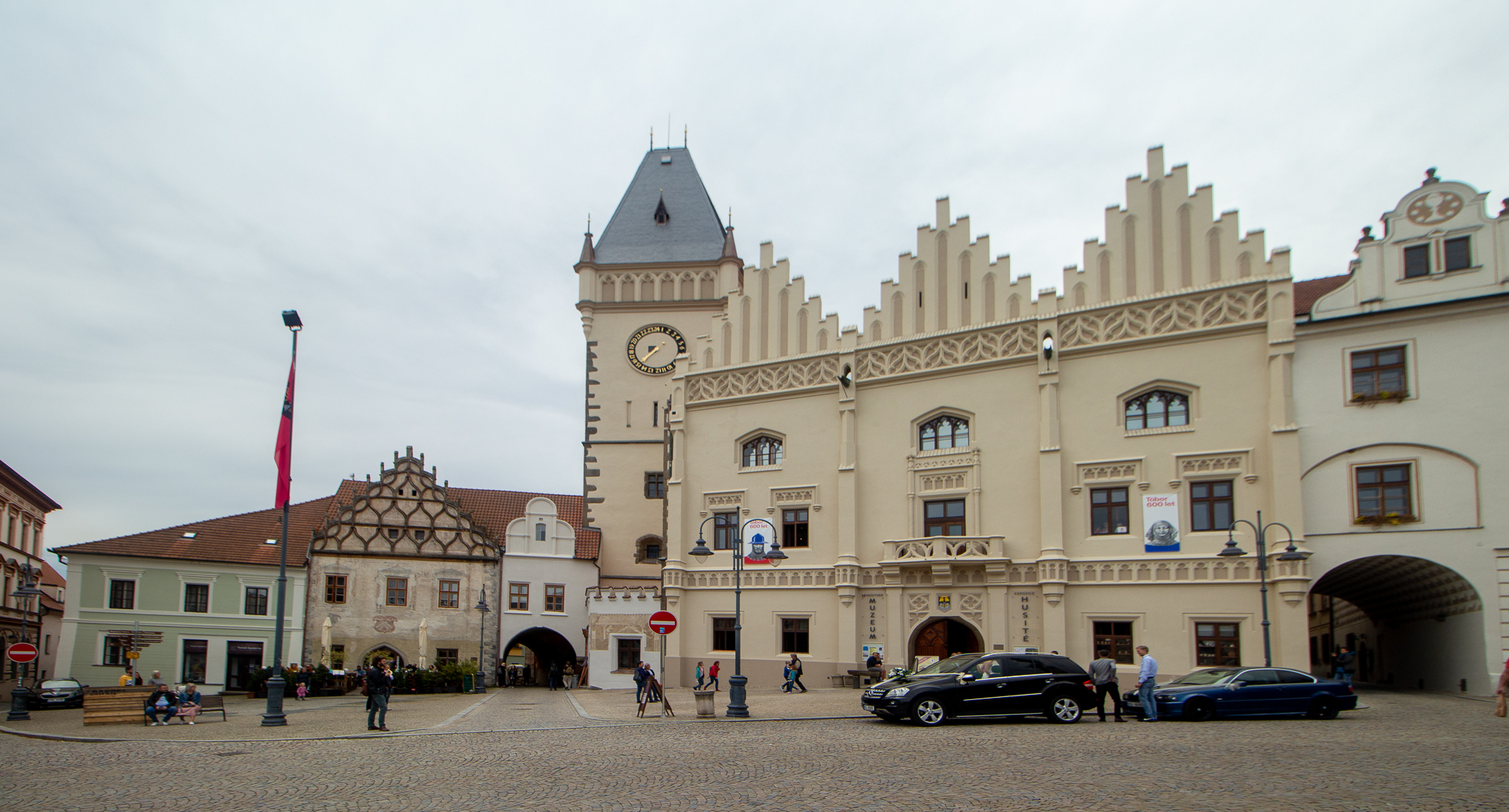
Stará radnice

Stará táborská radnice na západní straně Žižkova náměstí patří k nejvýznamnějším památkám pozdní gotiky v českých městech. Stavba byla zahájena kolem roku 1440, ale k jejímu dokončení došlo až v roce 1521. Radnice má čtyři křídla, která obklopují malé nádvoří. Nejvýznamnější částí radnice je Velký sál s dokonale zvládnutou síťovou klenbou. Jde o druhý největší gotický sál se síťovou klenbou v České republice, hned po Vladislavském sále na Pražském hradě. Sál má 250 metrů čtverečních. V druhé polovině 17. století byla budova radnice přestavěna Antoniem de Alfierim do barokního stylu, ale v letech 1876–1878 byl radnici pod vedením Josefa Niklase vrácen její gotický ráz.
V současné době již radnice neslouží k zasedání zastupitelů, ale sídlí zde Husitské muzeum. Radnice též slouží k pořádání kulturních akcí a jako vstup do podzemních chodeb (rozsáhlé sklepy, tzv. lochy, z 15. a 16. století byly vyhloubeny ve skalním podloží v hloubce až 16 metrů, a jsou tak pozoruhodnou ukázkou technických dovedností pozdního středověku). Radnice je národní kulturní památkou. Součástí radnice je věž, na níž se nacházejí neobvyklé hodiny s 24hodinovým ciferníkem místo obvyklého dvanáctihodinového. Obíhá po něm jen jedna ručička. Někdy jsou hodiny nazývány „táborský orloj“. Uvnitř budovy se nachází jezdecká socha Jana Žižky.

### Kostel Proměnění Páně

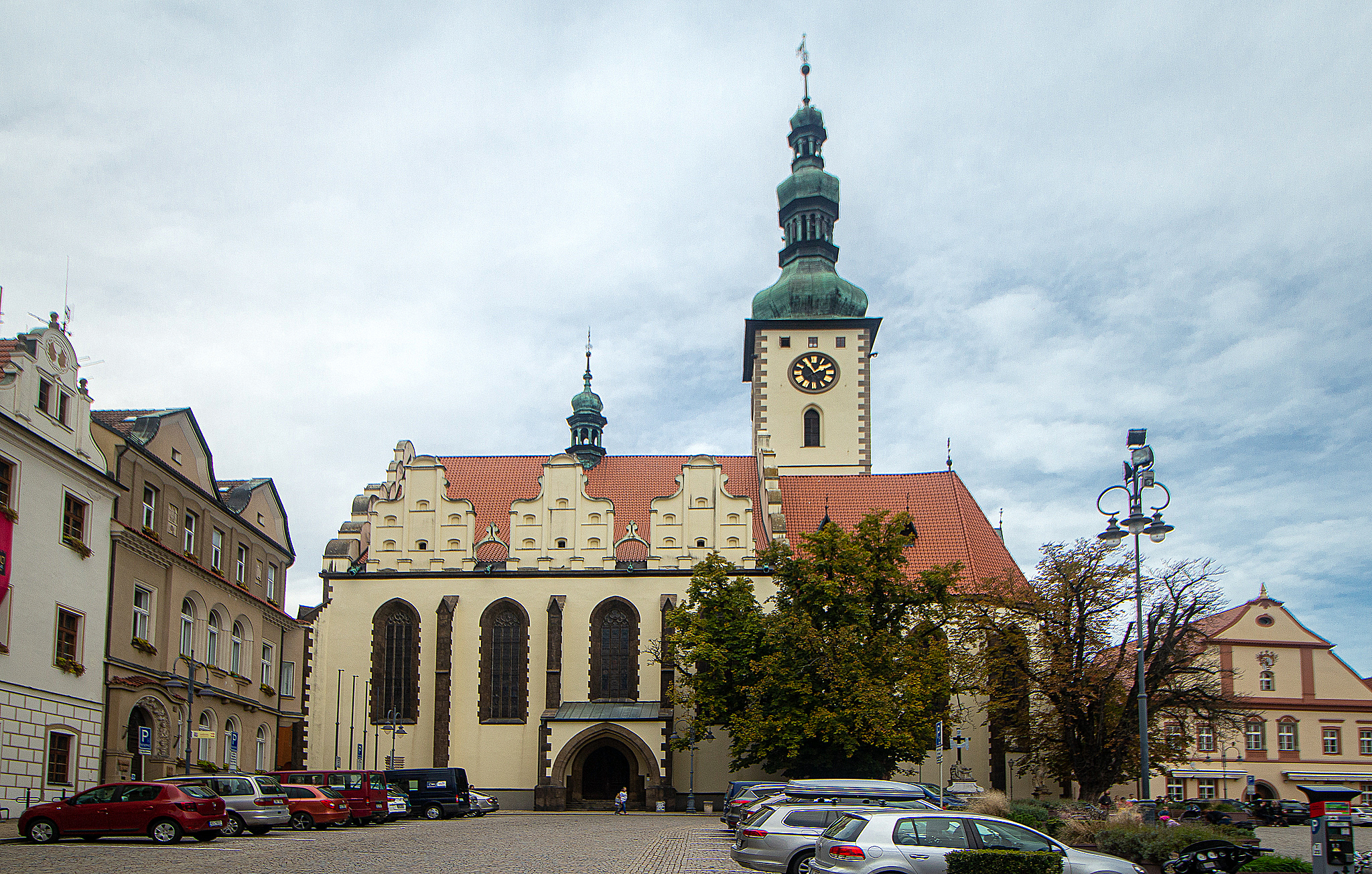
Děkanský kostel Proměnění Páně na hoře Tábor v Táboře

Pozdně gotický děkanský kostel v severozápadním rohu Žižkova náměstí byl vystavěn na přelomu 15. a 16. století na místě původního dřevěného chrámu, který podle dobových svědků připomínal spíše stodolu. Stavitelem byl pražský mistr Staněk. Chrám je 46 metrů dlouhý a 26 metrů široký. Gotická věž je vysoká 77,8 metru (nejvyšší v jižních Čechách) a vede na ni přibližně 250 schodů.
Stavba se ovšem v čase měnila, získala nejprve renesanční štíty a ochoz, v roce 1677 pak byla přestavěna italským stavitelem Giovanim de Capaulim a kostel získal pod jeho vedením barokní ráz, zvláště díky typické barokní báni umístěné na vrchol věže. V letech 1896–1898 byl nicméně Josefem Mockerem regotizován. Byla přistavěna druhá sakristie a barokní oltář byl nahrazen oltářem neogotickým od řezbáře Josefa Krejčíka.
Původně byl kostel utrakvistický, od roku 1622 je katolický. Před kostelem se nachází barokní sousoší piety, později doplněné o sochy sv. Donáta a Floriána z dílny Ignáce Františka Platzera. Sousoší bylo na náměstí přeneseno z krypty kostela Narození Panny Marie augustiniánského kláštera roku 1850. Od roku 1963 je kostel chráněn jako kulturní památka.

### Kostnický dům

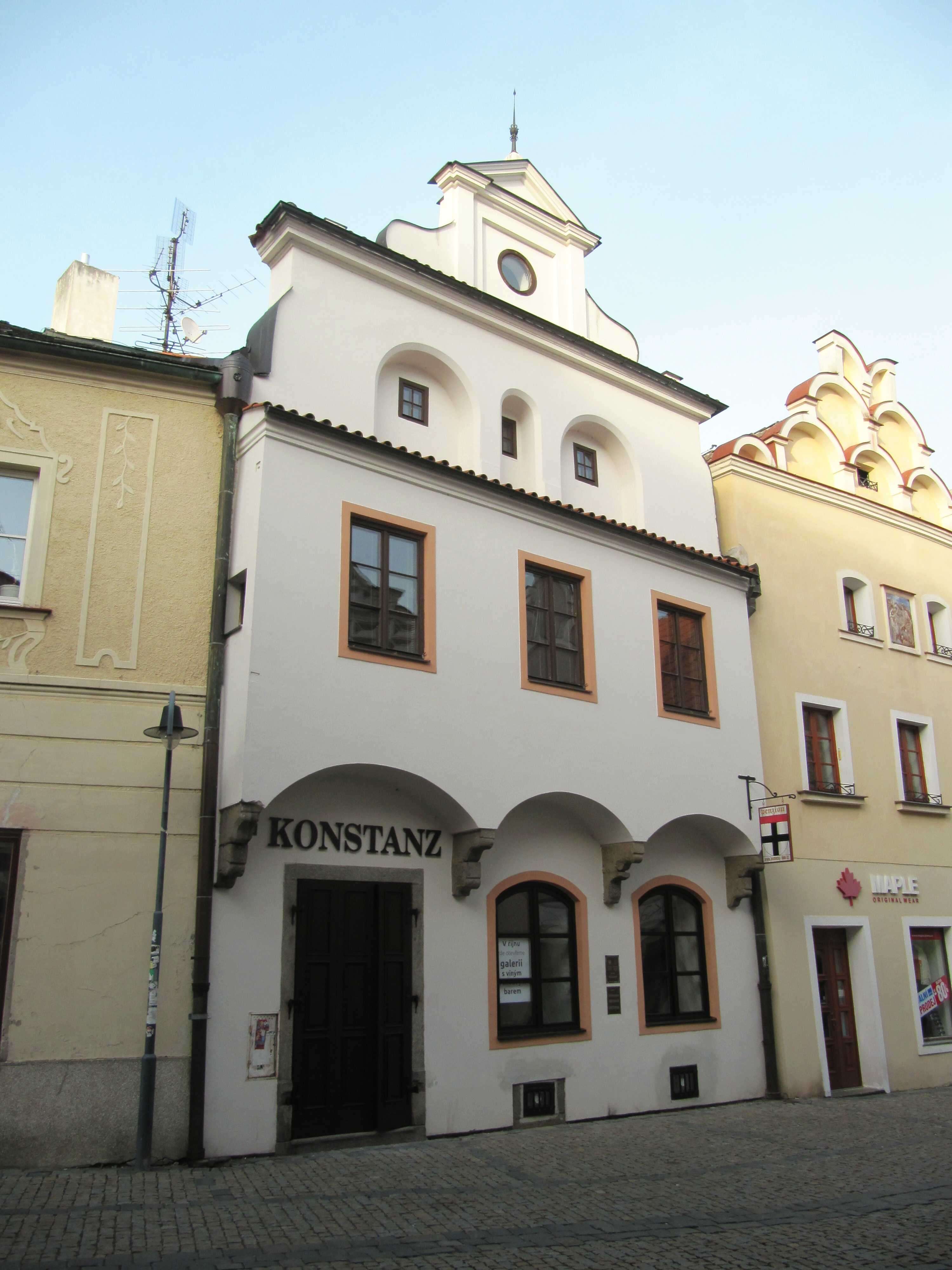
Kostnický dům

Nejstarší historické zprávy o domu čp. 220 v dnešní Střelnické ulici jsou dochovány z roku 1521, kdy je uváděn jako majetek pasíře Prokopa. Části domu jsou však patrně ještě starší, kamenné partie některých zdí, jakož i pod domem se rozkládající rozsáhlé sklepy, vykazují stavební prvky z gotického období, tj. z 15. století. Po požáru v roce 1559 byl dům přestavěn v renesančním slohu.
Hlavní průčelí je orientováno do Pražské ulice a dnes je z této strany vchod do kavárny v přízemí. Nejvýraznějším prvkem je první patro domu vystupující z plochy průčelí arkýřem zaujímajícím téměř celou šířku domu. Arkýř spočívá na čtyřech konzolách, jejichž provedení má slohový vztah k renesanci. Další dominantou uličního průčelí je domovní štít, který je prolomen třemi lichými arkádami s oválným a polokruhovým záklenkem, na hraně s okosením, které vyznívá jako projev gotické tradice. Je pravděpodobné, že průčelí bylo v renesanci členěné sgrafitem.
V roce 1994 byl dům přebudován na penzion. Název Kostnický dům je novodobý, připomíná partnerství Tábora s německou Kostnicí a obě města jsou také společně jeho majiteli. Pro svůj historický význam byl prohlášen za národní kulturní památku.
K dalším památkově chráněným městským domům patří domy Arbeiterova 4, Křížkova 7, Svatošova 8, Svatošova 10, Vodní 3, Žižkovo náměstí 18, Žižkovo náměstí 19, dům U Lichviců (Žižkovo náměstí 5), Ctiborův dům (Žižkovo náměstí 6), Dlouhá čp. 344, Pražská čp. 156, Pražská čp. 155, Střelnická čp. 223 ad.

### Augustiniánský klášter

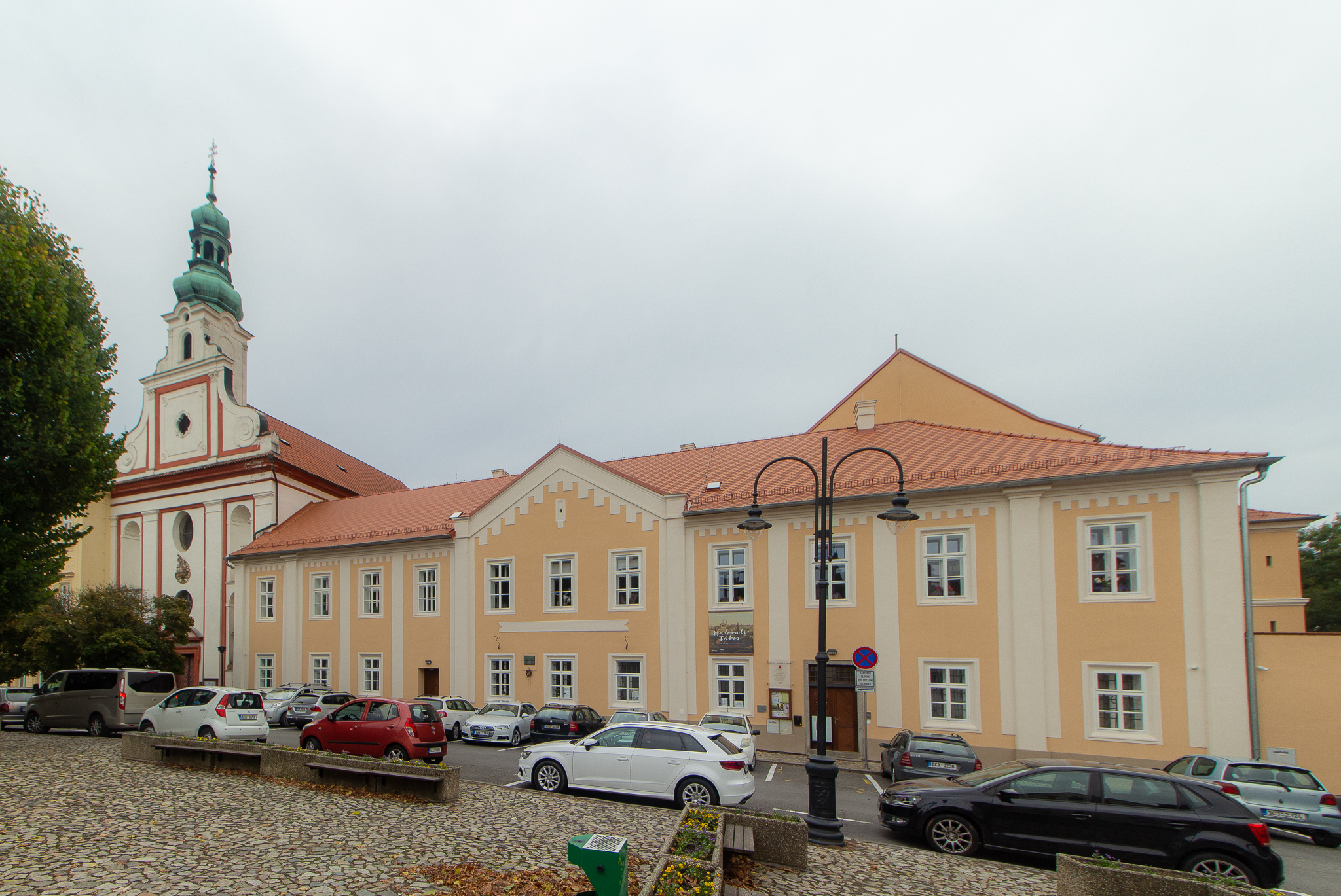
Augustiniánský klášter s kostelem Narození Panny Marie

Po porážce protestantů na Bílé hoře byly do Tábora pozváni bosí augustiniáni, aby řídili rekatolizační (v případě Tábora spíše katolizační) proces. Ti se rozhodli vystavět na dnešním náměstí Mikuláše z Husi klášter. Stavbu navrhl architekt Antonio de Alfieri. Je v čistě barokním slohu. Základní kámen byl položen v roce 1642, dokončen byl klášter v roce 1666. Jeho součástí byl Klášterní kostel Narození Panny Marie.
Klášter na počátku 19. století v souvislosti s josefínskými reformami ukončil svou činnost a jeho budova začala být využívána jako věznice. Tak fungovala i za první republiky. Dne 9. ledna 1923 zde proběhla první poprava v samostatném Československu. Když byl v Táboře v roce 1949 zrušen krajský soud, byla zrušena i věznice. Objekt využívala k různým účelům armáda a v roce 1977 ho převedla na město. To ho dalo k dispozici Husitskému muzeu, které sem umístilo své depozitáře a ředitelství.
Část objektu však byla v roce 2019 zpřístupněna i veřejnosti, a to rajský dvůr, který prošel rekonstrukcí. V budově byla zřízena také galerie, nazvána byla Ambit, a bývalý klášter se tak stal důležitou kulturní institucí města. Galerie Ambit i rajský dvůr jsou volně přístupny veřejnosti, ale jen v letních měsících.

### Stará vodárna

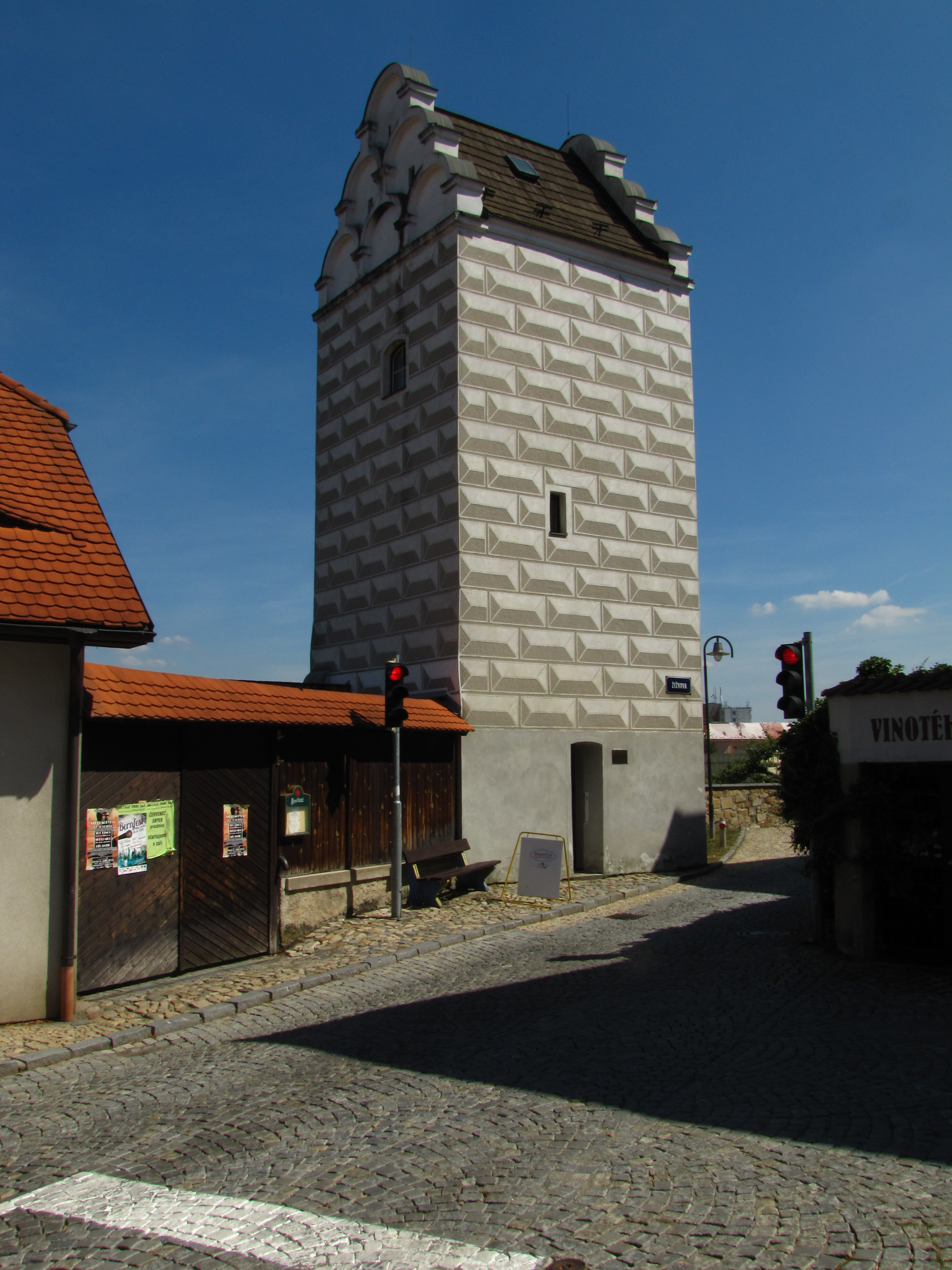
Stará vodárna

Nejvýznamnější renesanční stavbou v Táboře je tzv. stará vodárna. Nejstarší zmínka o ní pochází z roku 1502, ale možná vznikla už dříve, patrně souběžně s nádrží Jordán. Věž měla vyřešit problém, jak rozvést vodu po městě umístěném vysoko na kopci. Úsloví „nedovedeš vodu na Tábor“ bylo v českých zemích v 16. a 17. století široce rozšířené, několikrát ho ve svých textech užil i Jan Amos Komenský. Táborští, přesněji jistý mistr Jan, našli řešení v podobě unikátního čerpacího zařízení, které vodu z Jordánu vytlačovalo do věže postavené na hradbách 32 metrů nad hladinou. Odtud pak byla voda rozváděna dřevěným potrubím do (snad sedmi) městských kašen.
Původní zařízení se nedochovalo, roku 1559 ho sežehl požár, který poškodil i věž. Po obnově získala renesanční ráz. Byla vyzdobena obloučkovými štíty a typickými renesančními sgrafity. Svou původní funkci již neplní, v současnosti se zde nachází galerie.
Vodárna přiléhá k Tržnímu náměstí, kde se dodnes skutečně konají trhy i kulturní akce. Nejstarší kašna, k níž byla z věže přiváděna voda, se nachází na Žižkově náměstí. Její renesanční podoba pochází z let 1567–1568 a jejím autorem byl Ondřej ze Sušice.

### Bílkova vila

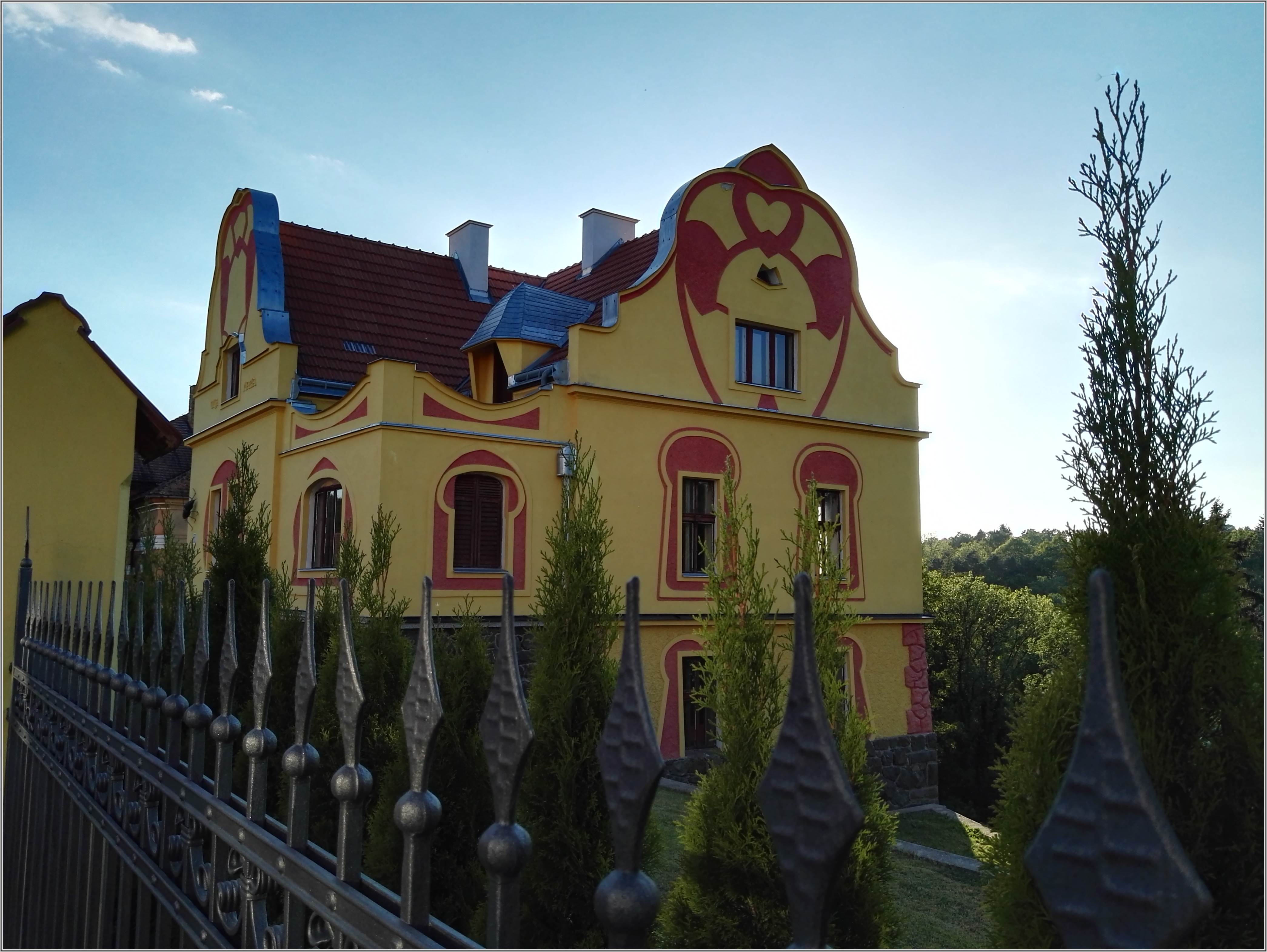
Bílkova vila

Významnou památkou secesní architektury je Vila Mária v Příběnické ulici (čp. 738) ve vilové čtvrti za Bechyňskou branou, která začala vyrůstat na konci 19. století. Stavbě se obvykle říká Bílkova vila, neboť jejím spoluautorem byl významný architekt a sochař František Bílek, který se narodil v Chýnově nedaleko Tábora.
Patrová a terasovitá budova je nejvýznamnější ukázkou raného bruselsko-pařížského Art Nouveau v Česku. Bílkova vila byla vystavěna roku 1901. Budovu projektoval táborský stavitel T. Brdlík, ten ale přizval ke spolupráci Bílka, který pak vytvořil zdobené fasády a další výtvarné prvky v interiéru budovy.
Výtvarnému řešení dominuje motiv vosí hlavy na fasádě a na štítech vily. Symbol vosy měl odrážet od domu zlo. Motiv vosí hlavy je možné vidět i na mřížích okének v soklu stavby. Hmyzí motiv je v secesní architektuře výjimečný, jinak v ní převládají motivy květinové. Souvisel s Bílkovým výtvarným založením, jeho přináležitostí k symbolismu. V roce 2007 byla stavba prohlášena kulturní památkou.

### Divadlo a Střelnice

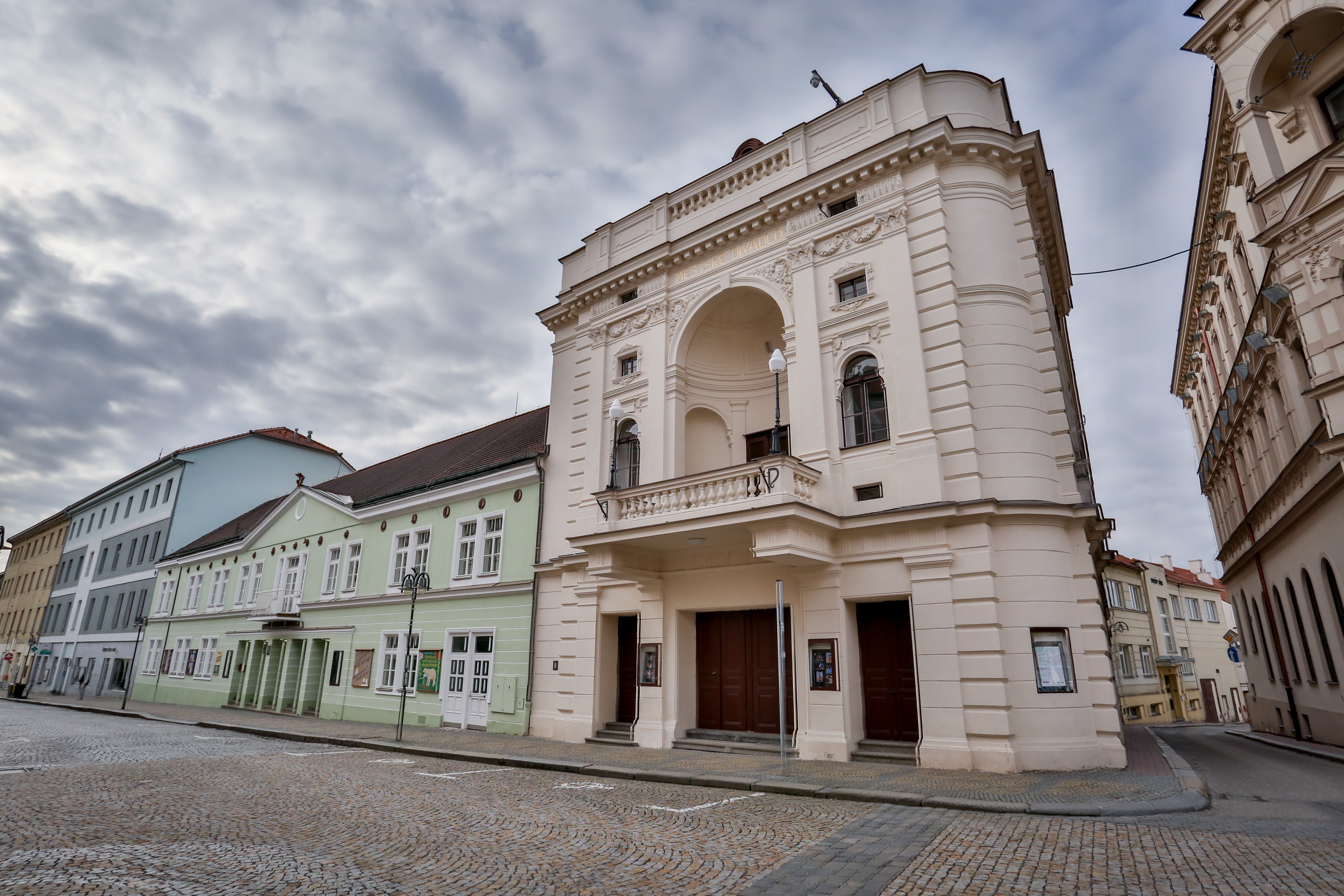
Divadlo Oskara Nedbala

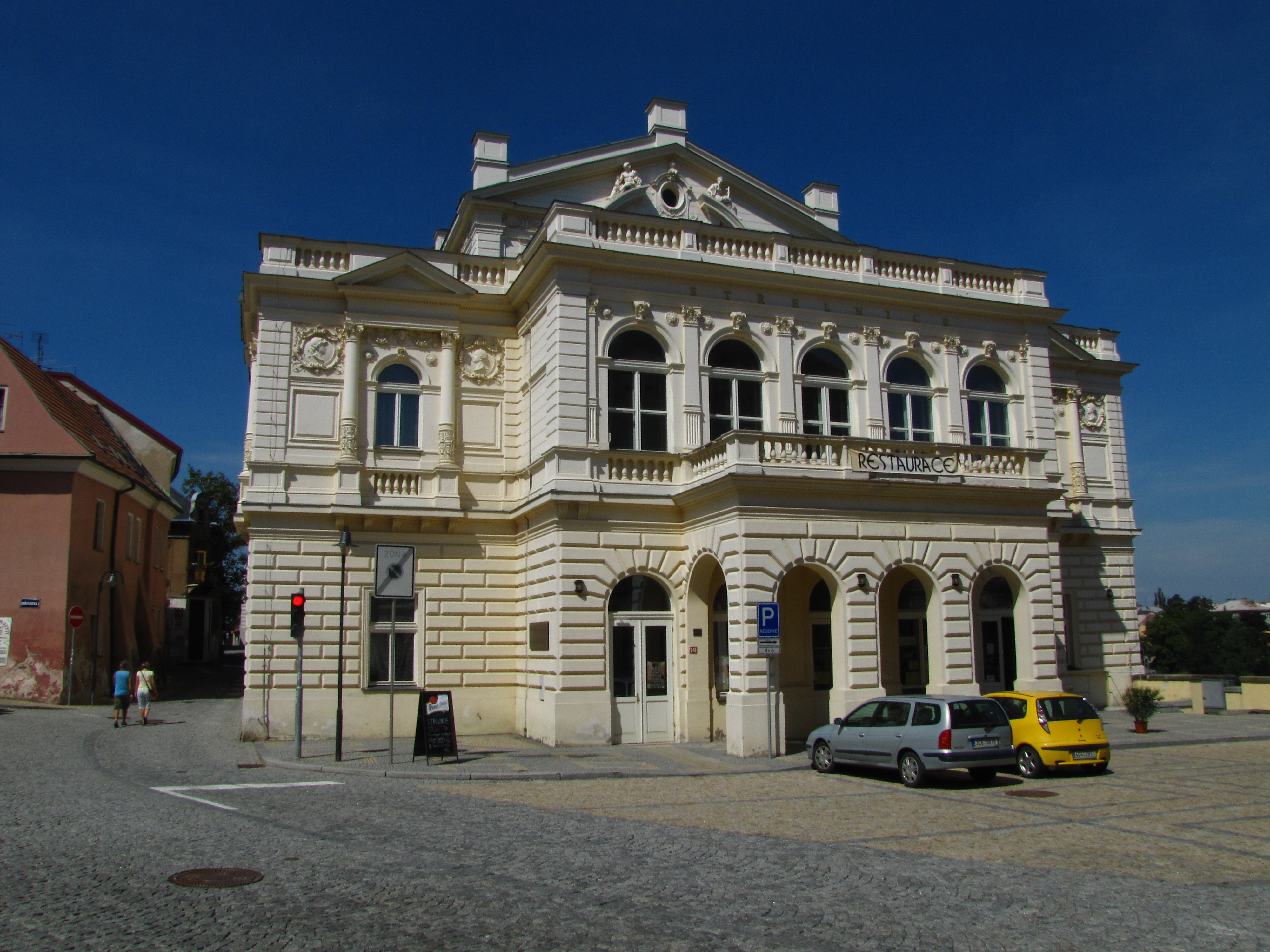
Střelnice

Historismus 19. století v Táboře reprezentují dvě výjimečné stavby, budova Divadla Oskara Nedbala a spolkový dům Střelnice.
Novorenesanční Střelnice stojí v Žižkově ulici a postavena byla v letech 1894–1895. Jak název napovídá, původně šlo skutečně o střelnici, a to táborského střeleckého spolku. Od počátku však budova sloužila rovněž společenskému životu. Její rozlehlý sál byl využívaný k plesům, koncertům i jiným společenským akcím. Tuto funkci plnila až do 80. let 20. století, kdy byla uzavřena a začala být postupně rekonstruována. V 90. letech však její osud zkomplikovaly restituční spory. V roce 2003 ministerstvo kultury Střelnici prohlásilo kulturní památkou. Veřejnosti se znovu otevřela však až v roce 2006. Vrátila se do původní krásy i k původní společenské funkci, přestože je v soukromých rukou.
Na místě současné budovy divadla se hrálo již od roku 1840. Současná podoba však vznikla až roku 1887 a stejně jako u Střelnice byl zvolen novorenesanční sloh. Divadlo bylo rekonstruováno v roce 1965 a tato rekonstrukce z něj učinila raritu. K jevišti bylo totiž ze strany připojeno ještě jedno hlediště. Obvykle je to tak, že starý, menší sál se využívá pro komornější akce a koncerty, větší, modernější pak k větším představením (ke kulturní náplni viz kapitola Kultura).

### Husův park

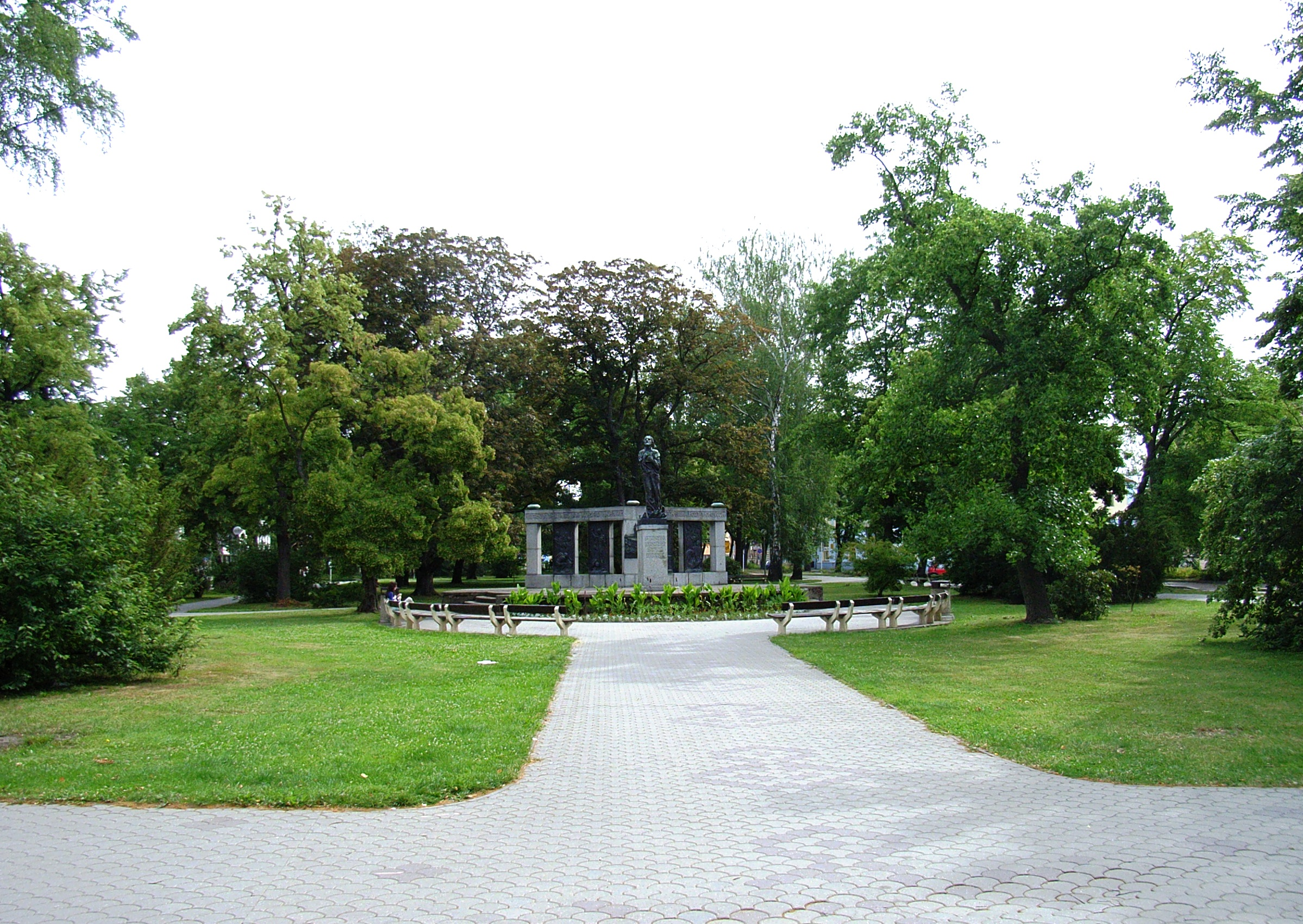
Husův park, pomník mistra Jana Husa od sochaře Františka Bílka

Táborské Husovo náměstí, kterému se obecně říká Husovy sady nebo park u nádraží, začalo vznikat po roce 1871 – po vybudování železnice a otevření nádraží v Táboře. Tehdy byla většina táborských obytných domů a městská brána vzdálena od nádraží 2 km.
Koncem 20. století dostal tento – časem už okolo zcela zastavěný – vnitroměstský prostor krásnější a vzdušnější tvář. Po roce 1991 totiž došlo k rozsáhlému přebudování celého areálu bývalé c.k. tabákové továrny z konce 19. století, ve městě známé jako „Tabačka“. Zmizely neprůhledné ploty a zdi i různé sklady a boudy. Rozlehlé budovy byly přeměněny na pracoviště okresních úřadů nebo obchody, byly vybudovány podzemní garáže a provedena sadová úprava okolí. Slavnostní předání proběhlo v listopadu 1997.
Při vstupu do Husových sadů – ze směru z centra města – od třídy 9. května (v letech 2005–2006 také zrekonstruované) můžeme obdivovat velkou sochařskou kompozici „Mistr Jan Hus“ od významného československého sochaře Františka Bílka (1872–1941). Pomník byl vybudován v letech 1927–1928 z iniciativy táborského „Spolku pro postavení Husova pomníku“. Odhalen byl 6. července 1928 u příležitosti 513. výročí Husova upálení v Kostnici. Sestává ze dvou částí. Na vysokém žulovém podstavci s nápisem „Plameny ubírati se ku pravdě“ stojí bronzová socha Jana Husa v nadživotní velikosti (výška 3 metry). Za ní se nachází trojúhelníkový žulový pomník o rozměrech 3 × 9 metru. Ten má připomínat rozevřenou knihu. Na vnější straně je k žulovým blokům připevněno pět bronzových reliéfů připomínajících události z Husova života. V čele je plastika Kozího hrádku, po obou jeho stranách vždy dvě desky o rozměrech 90 × 200 cm – vlevo je zobrazeno Husovo působení na Kozím hrádku („Káži mezi ploty, jenž slove Kozí“ a „Káži v lese pod lipů u hradu“), vpravo Husovo uvěznění a počátky husitství („Já, sluha boží v okovech“ a „Vznik božích bojovníků“).

### Botanická zahrada

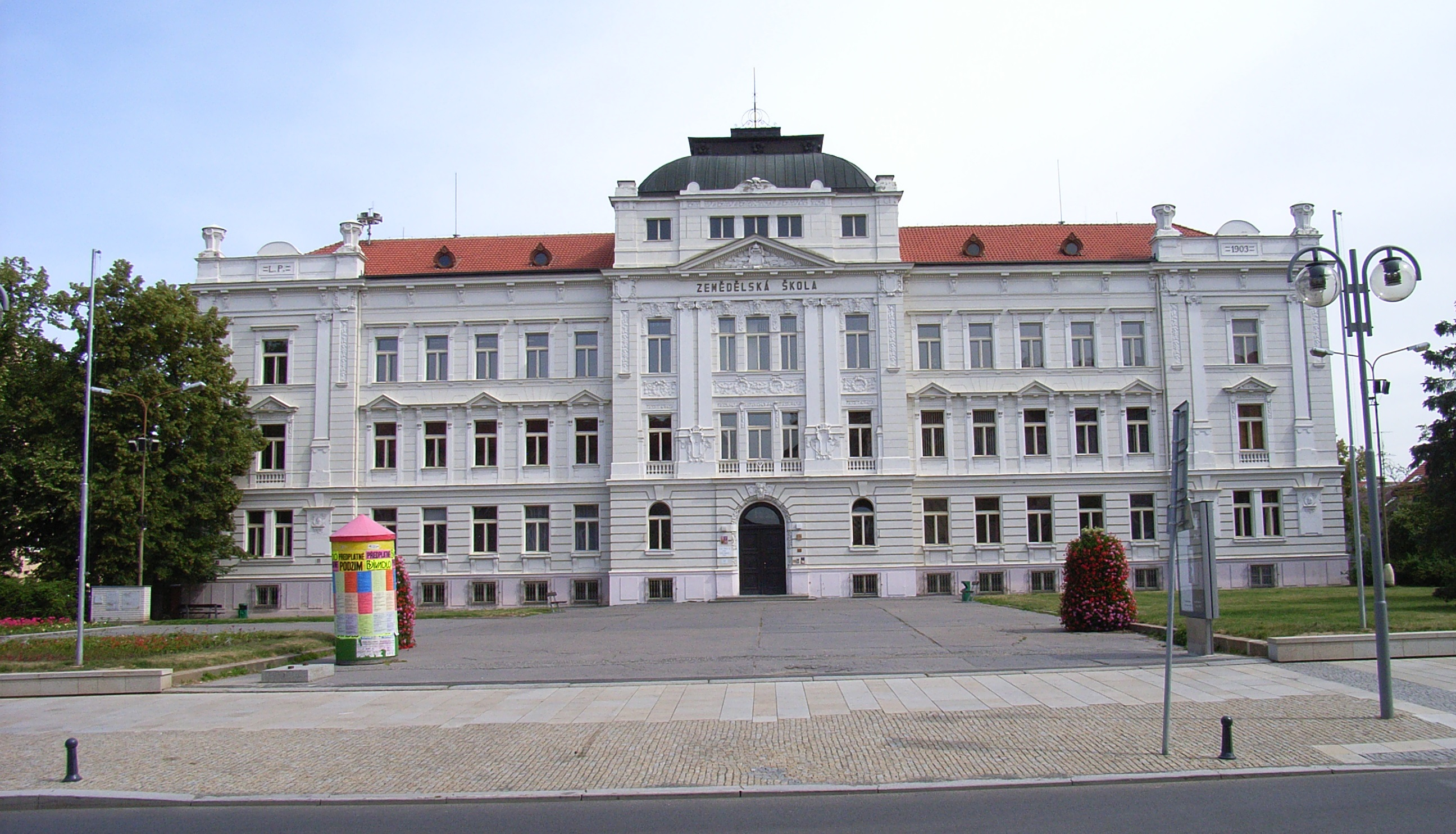
Budova Zemědělské školy (z roku 1903), za ní až k Jordánu se rozprostírá botanická zahrada

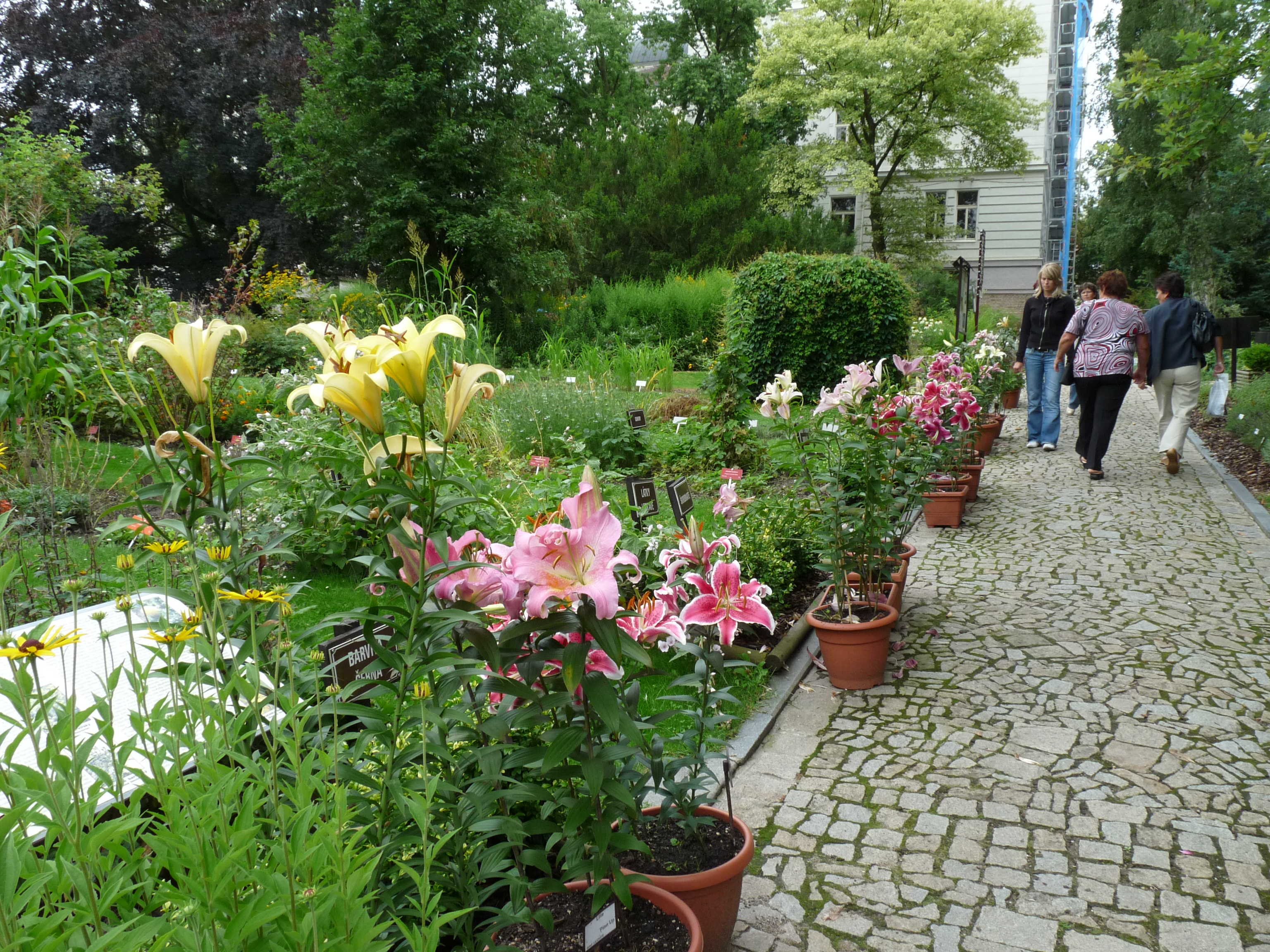
Botanická zahrada

Botanická zahrada byla založena roku 1866 a je druhou nejstarší v České republice. Patří ke Střední zemědělské škole, která měla mezi lety 1900 a 1918 status vysoké školy. Tou dobou zaznamenala botanická zahrada největší rozkvět. Zahrada zásobuje svými semeny své okolí od roku 1906, nyní zasílá semena do více než 400 míst po celém světě a na přibližně 100 míst po celé České republice. Zahrada se také zabývá projektem zaměřeným na obdělávání půdy bez použití umělých hnojiv a chemikálií. Je zapojena do projektu Florius.
Návštěvníci Botanické zahrady mohou obdivovat více než 4 000 druhů rostlin, od teplomilných pěstovaných ve sklenících přes evropské i exotické druhy stromů až po různé druhy koření a obilovin. Nejzajímavější je asi druh pšenice pěstovaný už před 8000 lety. Největší část botanické zahrady zaujímá arboretum, kde roste na 400 druhů dřevin. Součástí arboreta je jezírko a alpinum. Jsou zde i tři skleníky se sbírkou orchidejí, masožravých rostlin, kaktusů a sukulentů.
Zahrada je celoročně bezplatně otevřena veřejnosti, vstupné se platí pouze ve sklenících.

### Další pamětihodnosti
- Děkanství
- Kostel svatého Filipa a Jakuba
- Špitál a kaple svaté Alžběty
- Lázeňský dům
- Pomník Jana Žižky z Trocnova
- Sbor Božích bojovníků Církve československé husitské
- Poutní areál v Klokotech
- zámek Měšice

### Pivovary

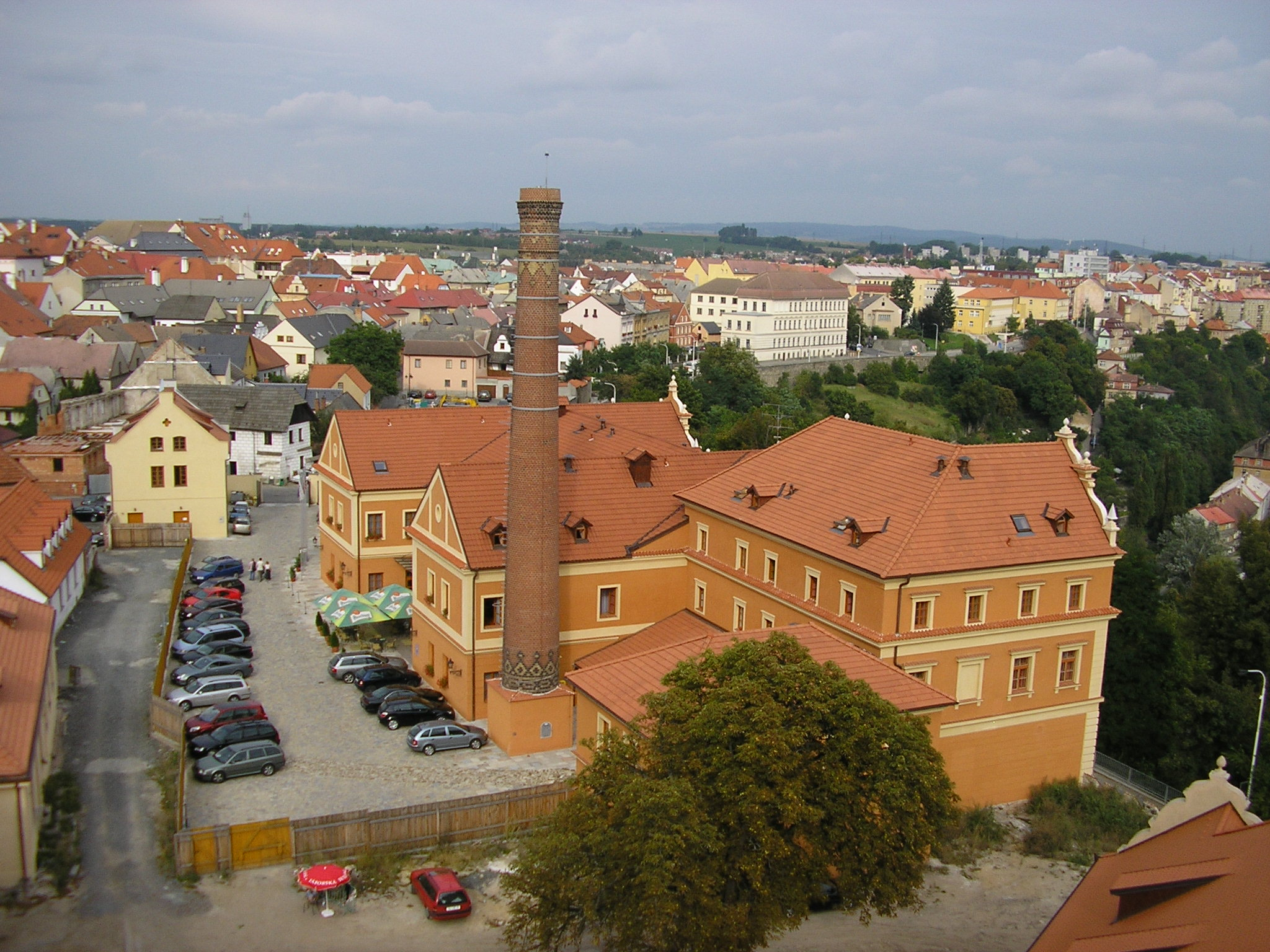
Bývalý pivovar v Táboře

- Pivovar pod Besedou, od roku 2018, ve spolupráci se Střední školou obchodu, služeb a řemesel Tábor.
- Pivovar Křížek, od roku 2018

## Osobnosti

### Rodáci

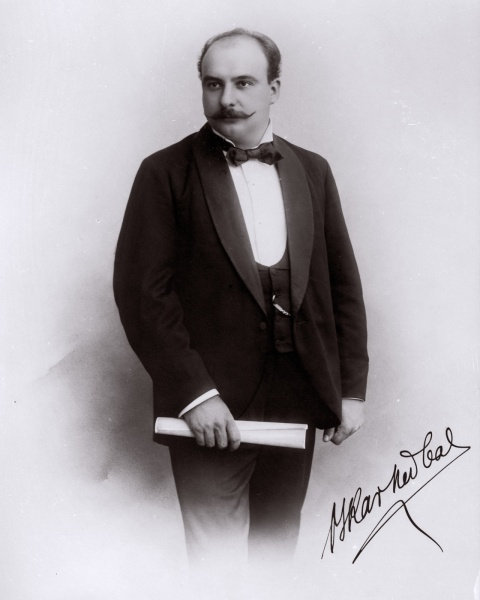
Oskar Nedbal

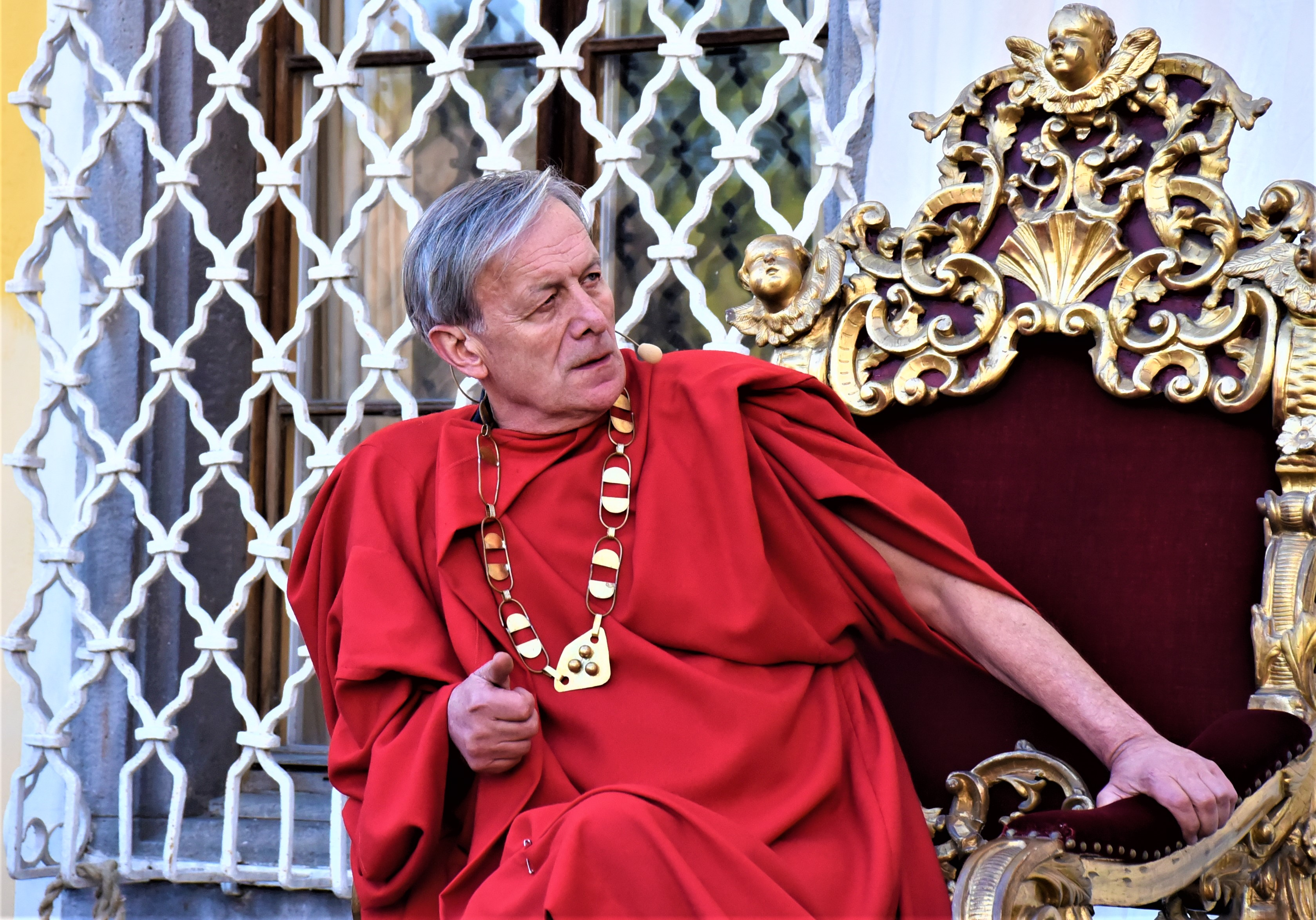
Jan Novotný

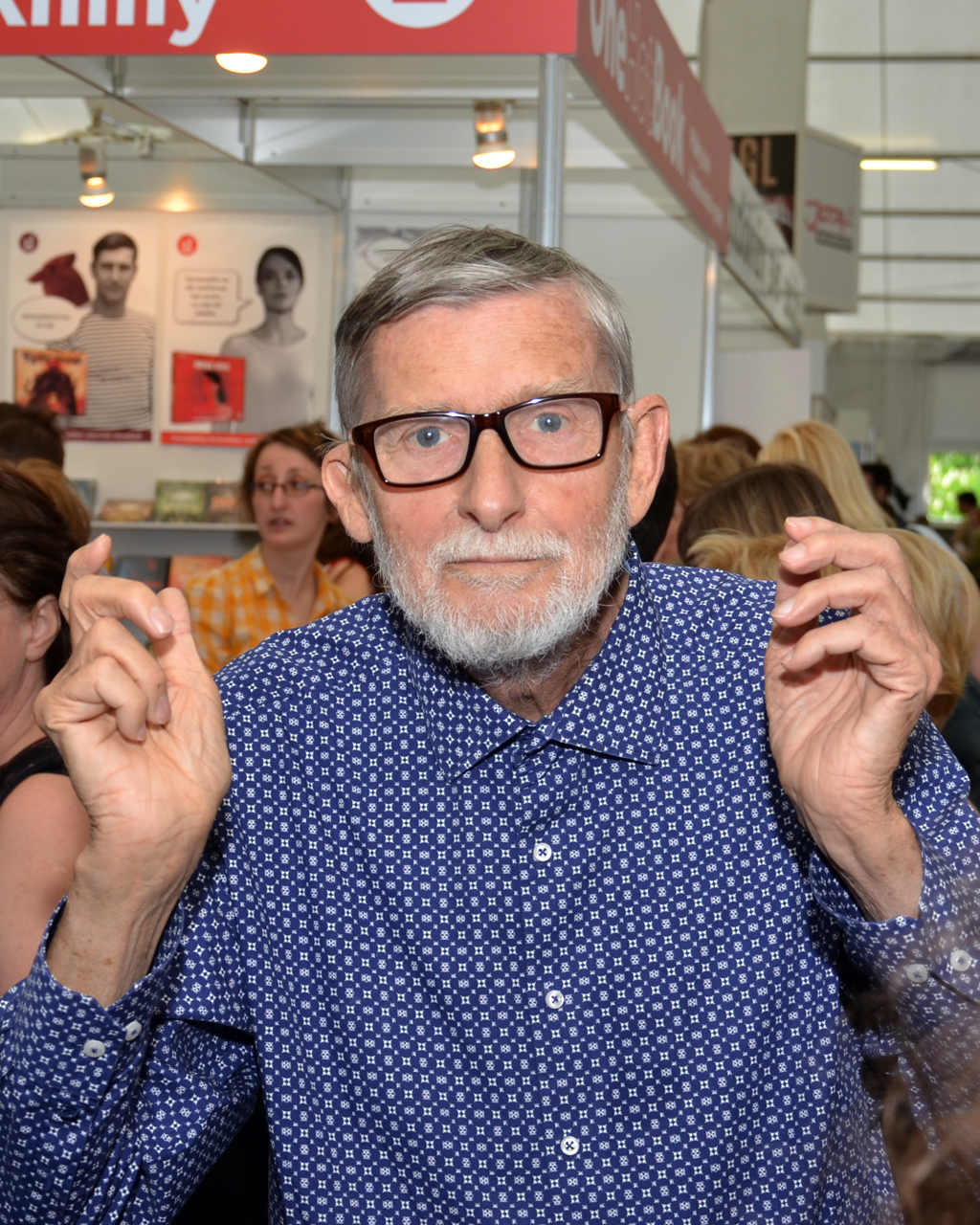
Jan Schmid

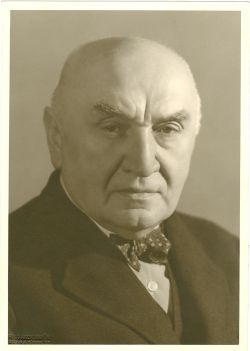
Václav Tille

- Františka Inka Bálková (1907–1992), módní návrhářka
- Emanuel Boháč (1867–1940), český malíř a ilustrátor
- Jan Boháč (* 1982), hokejista, útočník, dvojnásobný mistr nizozemské ligy
- Radek Dvořák (* 1977), hokejista, účastník NHL, mistr světa 1999, 2001, 2005
- František Vladimír Foit (1900–1971) sochař, etnograf a cestovatel
- Jaroslav Formánek (1864–1936), český analytický chemik
- Josef Guttmann (1902–1956), levicový intelektuál a novinář
- Jiří Hanibal (1929–2024), filmový režisér a scenárista
- Hasan (* 1997), český rapper
- Anna Hostomská (1907–1995), hudební publicistka, překladatelka, redaktorka Českého rozhlasu
- Jiří Hrzán (1939–1980), herec, komik a zpěvák
- Jaromíra Hüttlová (1893–1964), středoškolská profesorka, spisovatelka a překladatelka
- Emanuel Chalupný (1879–1958), advokát, sociolog, filozof, jazykovědec, národohospodář, spoluzakladatel Sociologického ústavu (1942), předseda Masarykovy sociologické společnosti
- Jan Chomutovský (1897–1975), architekt, poslanec
- Bohumír Janát (1949–1998), filozof, spisovatel, mluvčí Charty 77
- Karel Josephy (1895–1968), ředitel c. k. tabákové továrny v Táboře
- Michal Josephy (* 1977), antropolog, novinář, fotograf, spisovatel
- Jaroslav Kabeš (1896–1964), ekonom, poslanec, bankéř
- Miroslav Kalousek (* 1960), 8. a 10. ministr financí ČR, 4. předseda KDU-ČSL, spoluzakladatel a 2. předseda TOP 09
- Karel Leopold Klaudy (1822–1894), pedagog, politik, purkmistr-starosta Prahy, advokát
- Karel Bohuš Kober (1849–1890), sportovec, spisovatel a překladatel
- Jan Koblasa (1932–2017), sochař
- František Korbel (* 1976), právník, politik
- Adolf Kroupa (1910–1981), překladatel, kulturní organizátor, ředitel brněnského Domu umění
- Jan Krumlovský (1719–1763), skladatel a virtuóz na violu d’amore, městský syndik
- August Karel Kříž (1814–1886), voják, organizátor perské armády
- Jiří Lála (* 1959), hokejista, mistr světa 1985
- Jiří Lutovský (* 1964), cyklistický činovník, reprezentační trenér MTB
- Karel Mareš (1898–1960), generál, vojenský pilot, první velitel 311. československé bombardovací perutě RAF (1940)
- Ivana Marková (psycholožka) (1938 – 2024), česko-britská psycholožka
- Martin Mikuláš (* 1983), lingvista, lingvodidaktik, soudní překladatel
- Ladislav Nagy (* 1974), literární kritik, překladatel
- Oskar Nedbal (1874–1930), skladatel, dirigent, hráč na violu, spoluzakladatel Českého kvarteta
- Bohumil Němeček (1938–2010), boxer, olympijský vítěz (OH 1960 v Římě), mistr Evropy (1967)
- Petra Nesvačilová (* 1985), herečka
- Antonín Novotný (1913–2005), prvorepublikový herec a chemický výzkumník
- Jan Novotný (* 1953), herec, režisér
- Jiří Datel Novotný (* 1944), herec, scenárista a režisér
- Vladimír Novotný (1914–1997), kameraman, zejména trikových snímků
- Milada Petříková-Pavlíková (1895–1985), první čs. žena promovaná Ing. arch. na ČVUT v Praze; dcera táborského MUDr. Josefa Pavlíka
- Oldřich Pošmurný (1942–2010), grafik, typograf a výtvarník poštovních známek
- Zdeněk Rytíř (1944–2013), textař a hudební skladatel
- Jan Schmid (* 1936), zakladatel experimentálního Studia Ypsilon, umělecký šéf a ředitel Divadla Ypsilon v Praze, dramatik, spisovatel, profesor DAMU, scénograf a grafik
- Václav Soumar (1887–1947), finančník, zasloužilý starosta (1929–1939) a čestný občan Tábora
- Jan Sovák (* 1953), česko-kanadský malíř a ilustrátor, čestný občan Tábora
- Jaroslav Svejkovský (* 1976), hokejista, účastník NHL
- Josef Jindřich Šechtl (1877–1954), fotograf a hudebník
- Jan Šimák (* 1976), fotbalista
- Pavel Šmidrkal (* 1953), český prozaik, kurátor a galerista
- Rudolf Tecl (1950–2005), archivář, historik
- Karel Tichý (1904–1988), voják, velitel výsadku Destroyer
- Karel Thir (1856–1931), historik, profesor Táborského gymnázia
- Václav Tille (1867–1937), literární kritik a spisovatel pro děti (mj. Zvířátka a Petrovští)
- Jiří Traxler (1912–2011), klavírista, skladatel, textař, aranžér
- Ludvík Unger (1840–1917), učitel, autor básní a povídek pro mládež, přispíval do regionálního tisku
- Jaroslav Vacek (1894–1944), vězeňský dozorce, přední regionální protinacistický odbojář
- Matěj Norbert Vaněček (1859–1922), matematik, profesor na pražské technice
- Kamil Voborský (1883–1949), hudební skladatel, dirigent a učitel hudby, znalec a sběratel hudebních nástrojů
- Rudolf Voborský (1895–1957), pedagog, dirigent, hudební skladatel
- Hugo Vojta (1885–1941), generál, první zemský velitel Obrany národa
- Marie Záhořová-Němcová (1885–1930), vnučka Boženy Němcové, představitelka sociálních organizací v ČSR
- Petr Zenkl (1884–1975), pedagog a politik, primátor Prahy, ministr vlády a náměstek předsedy vlády, předseda Československé strany národně socialistické
- Václav Žák (* 1945), novinář, signatář Charty 77

### Další osobnosti spjaté s Táborem
- Jan Berwid-Buquoy (* 1946), publicista, politolog a historik, majitel barokního zámku Tábor-Měšice
- Karel Černý (1922–2014), držitel Oscara za výtvarné pojetí filmu Amadeus, v Táboře se usadil v závěru života
- Jan Vítězslav Dušek (1891–1966), český sochař a medailér
- Antonín Hnízdo (1906–1973), pedagog, ochránce přírody, publicista
- Josef Holeček (1853–1929), spisovatel, ruralista, v Táboře studoval gymnázium, jmenují se po něm Holečkovy sady, kde má i sochu
- Prokop Holý (1380–1434), táborský hejtman
- Petr Hromádka (?–1421), kazatel, jeden ze zakladatelů města
- Mikuláš z Husi (1375–1420), táborský hejtman, jeden ze zakladatelů města
- Martin Húska (?–1421), kazatel, patřil k nejradikálnějším teologům raného Tábora
- Jan Hvězda z Vícemilic (?–1425), táborský hejtman
- Josef Jelínek (1758–1825), pianista, skladatel, pedagog
- Anton Josephy (1793–1839), magistrátní a kriminální rada, setník c.k. výsadního sboru ostrostřeleckého
- Josef Vlastimil Kamarýt (1797–1833), katolický kněz, básník[66]
- Petr Kániš (?–1421), zakladatel sekty adamitů
- Martin Kolář (1836–1898), pedagog, historik
- Václav Křížek (1833–1881), pedagog, ředitel reálného gymnázia, vlastenec, politik a kulturní organizátor v Táboře
- Lurdes Gloria Manuel (* 2005), česká atletka, juniorská mistryně Evropy 2023 a juniorská mistryně světa 2024 v běhu na 400 m
- Milan Nakonečný (* 1932), psycholog a historik, usadil se v Táboře na závěr života
- Karel Nedbal (1836–1889), advokát, organizátor hudebního života a člen městské rady v Táboře, otec skladatele Oskara Nedbala
- Josef Němec (1805–1879), český vlastenec, manžel Boženy Němcové, dožil, zemřel a pohřben v Táboře
- Mikuláš z Pelhřimova zvaný Biskupec (1385–1459), první táborský biskup, radikální husitský teolog
- Jan Roháč z Dubé (1374–1437), velitel Tábora po bitvě u Lipan
- Chval Řepický z Machovic, táborský hejtman, jeden ze zakladatelů města
- August Sedláček (1843–1926), historik a kastelolog, učil na zdejším gymnáziu, inicioval založení městského muzea
- Bohuslav VI. ze Švamberka (?–1425), táborský hejtman
- Karel Valter (1909–2006), pedagog, malíř a grafik, čestný občan Tábora
- Jan Žižka (1360–1424), vojevůdce, táborský hejtman

## Partnerská města
- Dole, Francie
- Kostnice, Německo
- Nové Zámky, Slovensko
- Orinda, USA
- Škofja Loka, Slovinsko
- Wels, Rakousko

Spřátelené město:
- Šmalkaldy, Německo

Spolupráce:
- Livorno, Itálie
- Trenčín, Slovensko